# 訃報 2025年3月
訃報 2025年3月（ふほう 2025ねん3がつ）においては、2025年3月の物故者（メディアによる報道並びに関係する機関若しくは団体・法人等から伝達・告知が実施された人物を含む）について纏めるものとする。

## 1日 - 15日

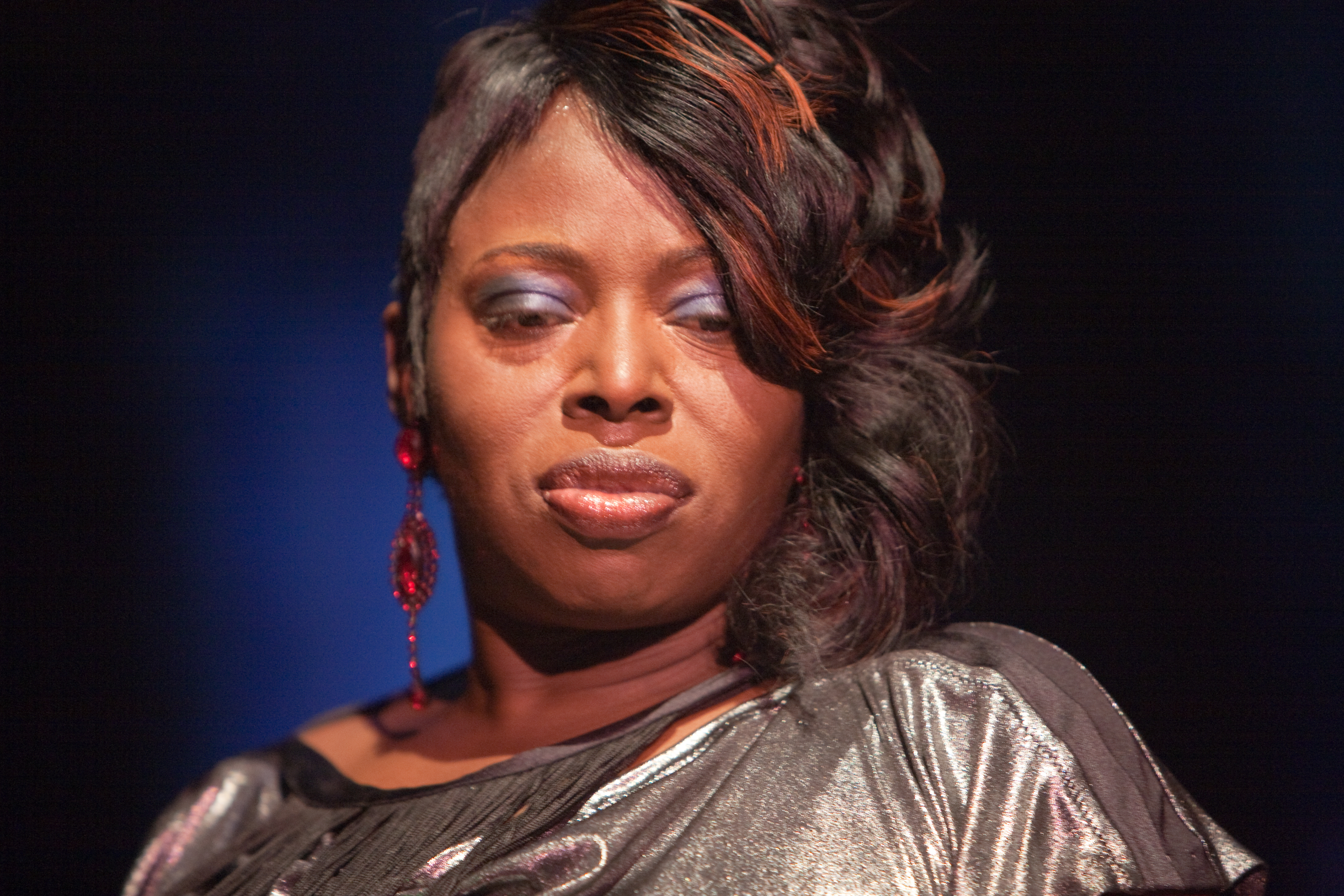
アンジー・ストーン／3月1日没

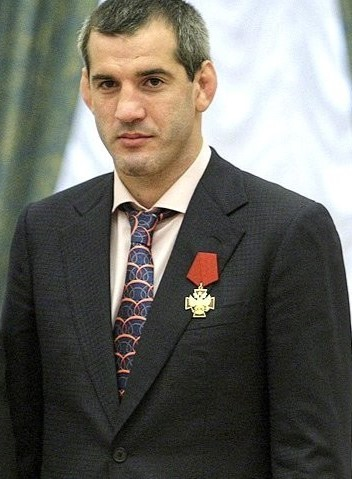
ブヴァイサル・サイティエフ／3月2日没

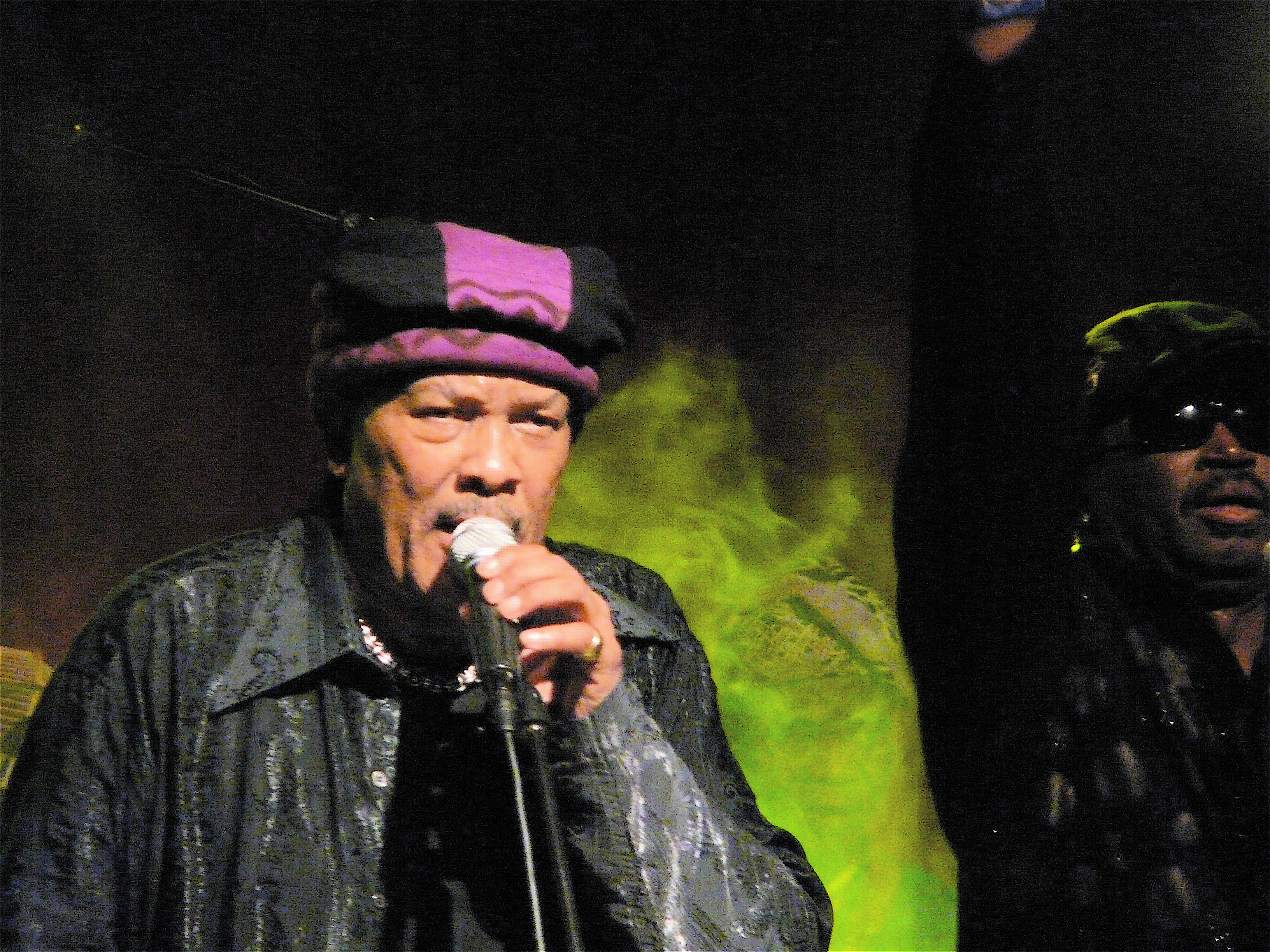
ロイ・エアーズ／3月4日没

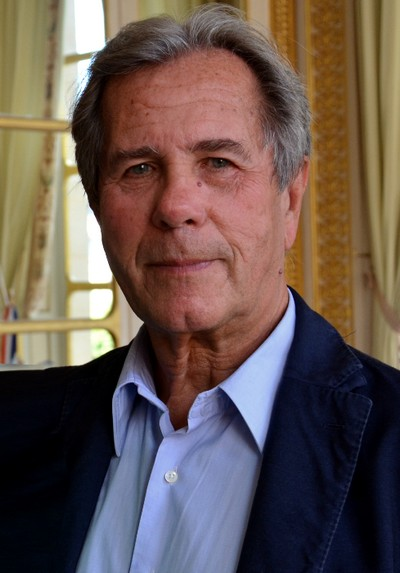
ジャン＝ルイ・ドブレ／3月4日没

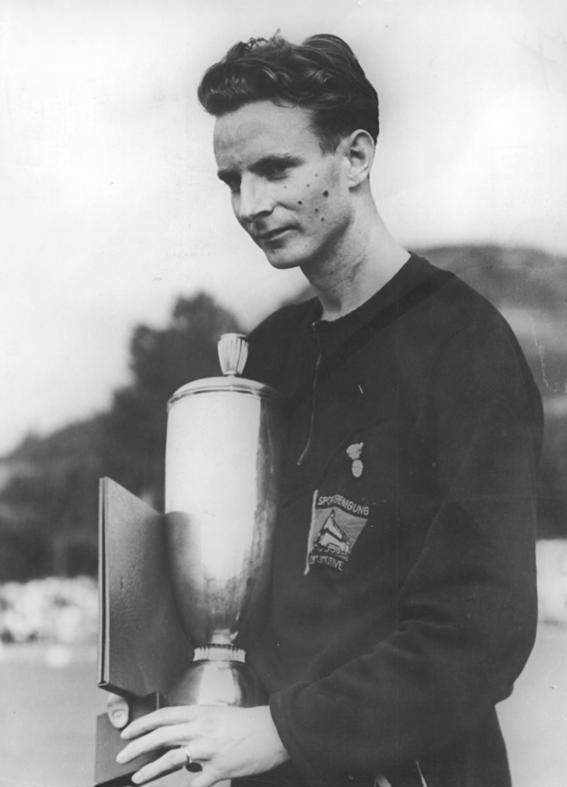
クラウス・リヒツェンハイン／3月6日没（訃報発表日）

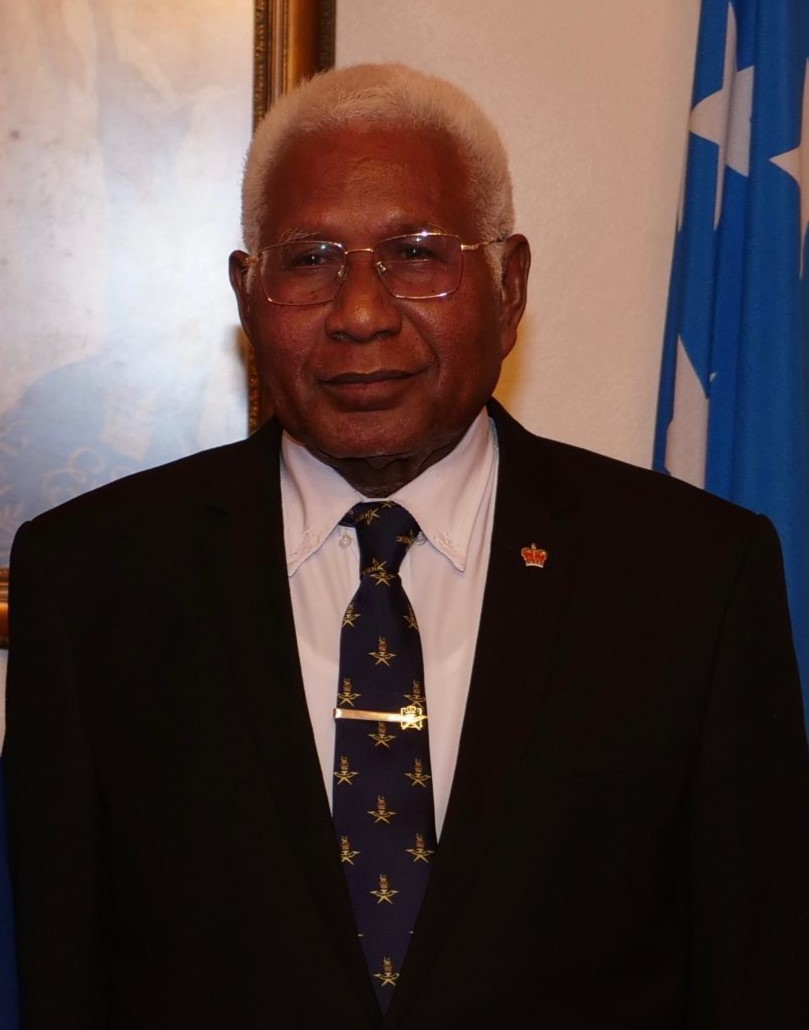
デイヴィッド・ヴナギ／3月7日没

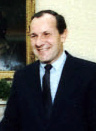
マイケル・アマコスト／3月8日没

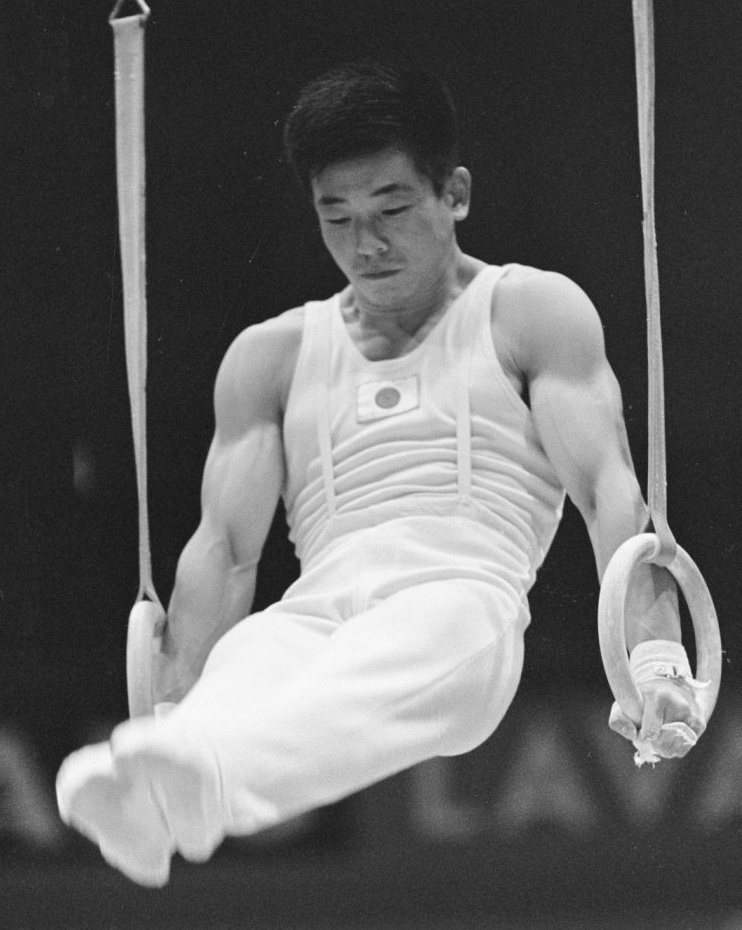
中山彰規／3月9日没

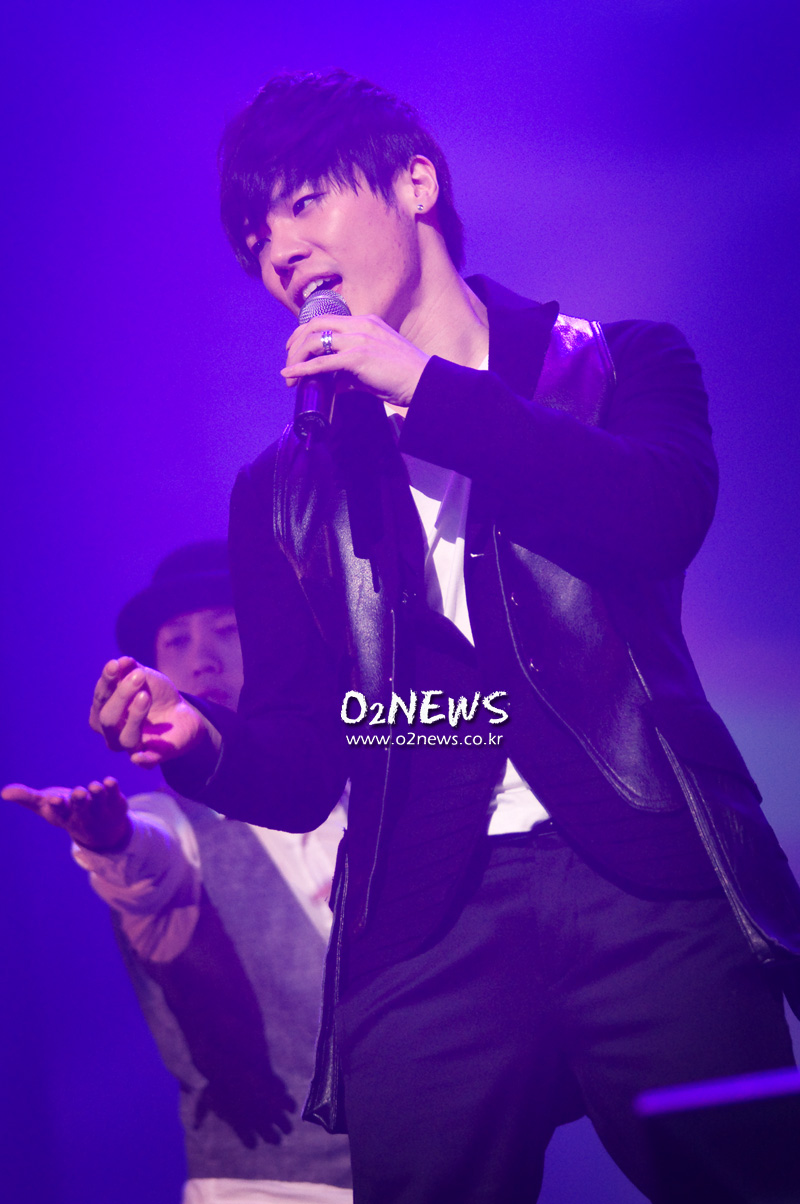
フィソン／3月10日没（遺体発見日）

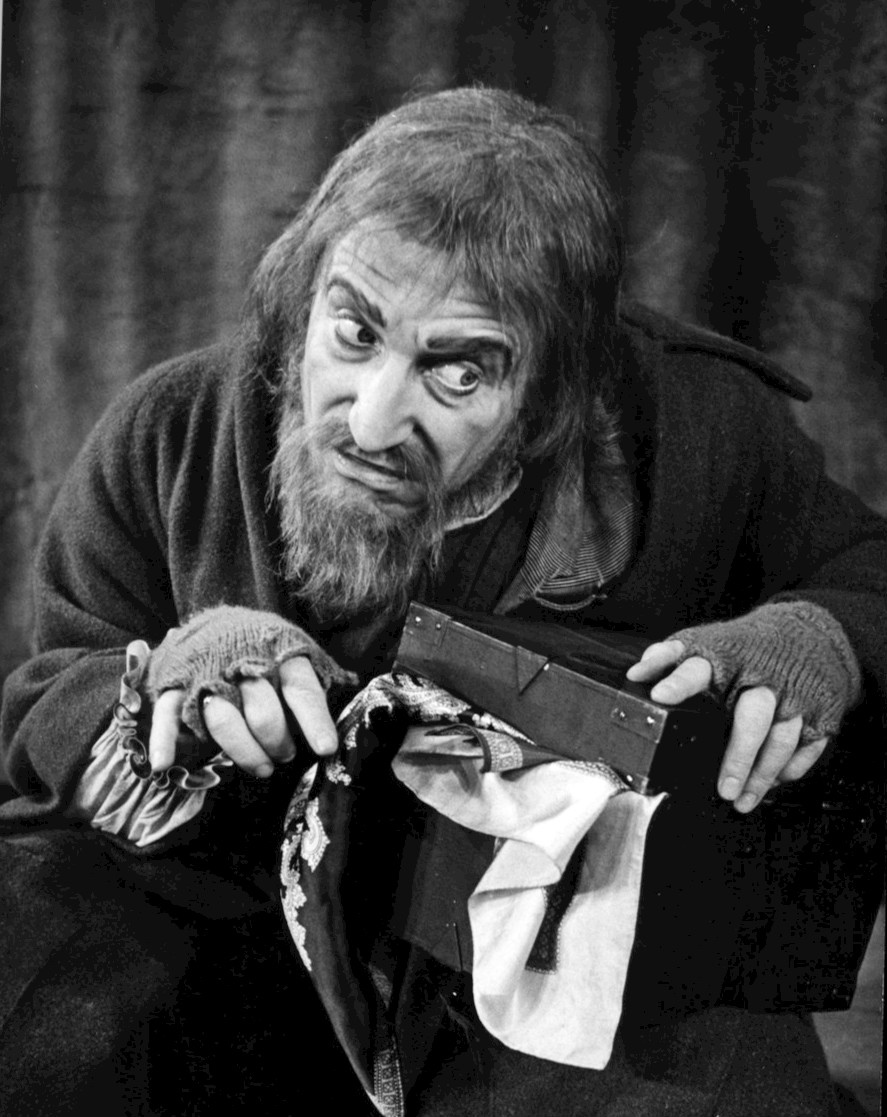
クライヴ・レヴィル／3月11日没

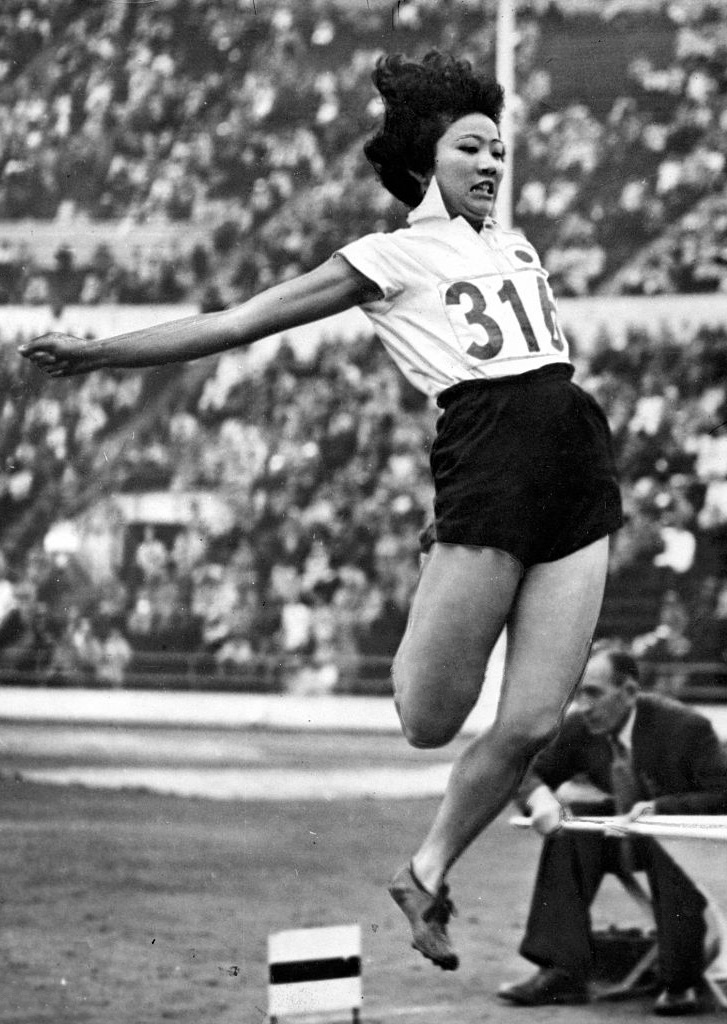
吉川綾子／3月11日没

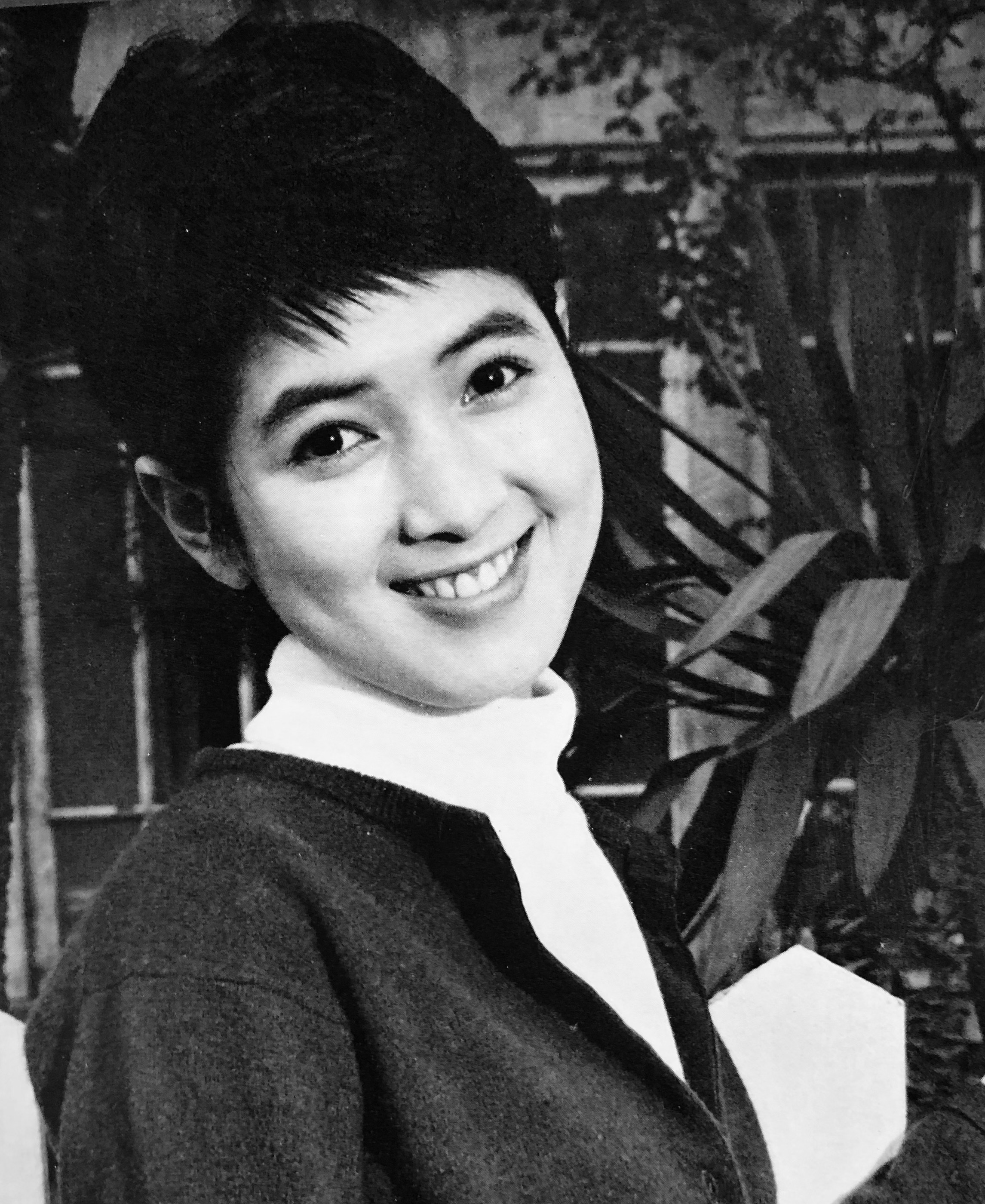
いしだあゆみ／3月11日没

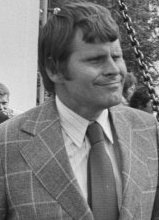
ブルース・グローヴァー／3月12日没

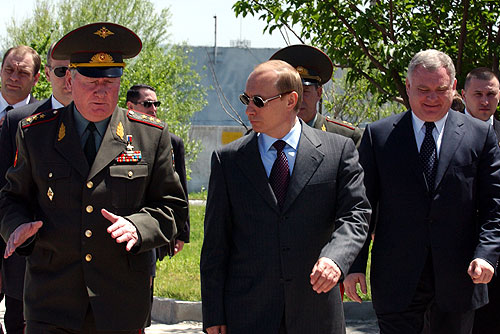
アレクサンドル・バラノフ（左）／3月12日没（訃報発表日）

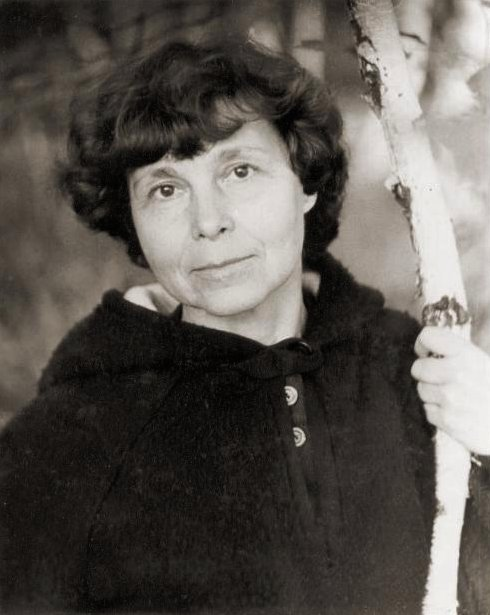
ソフィヤ・グバイドゥーリナ／3月13日没

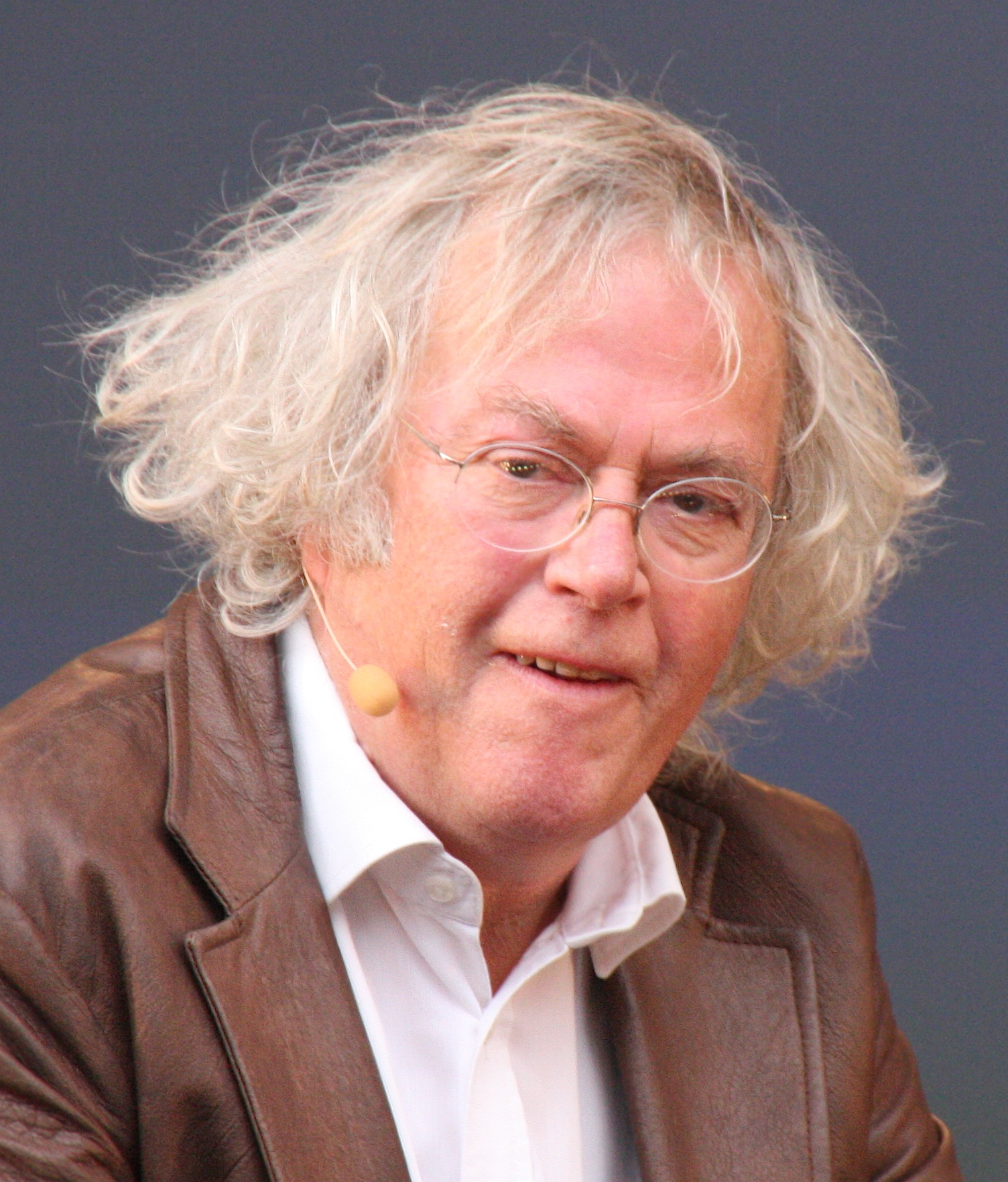
ダーグ・ソールスター／3月14日没

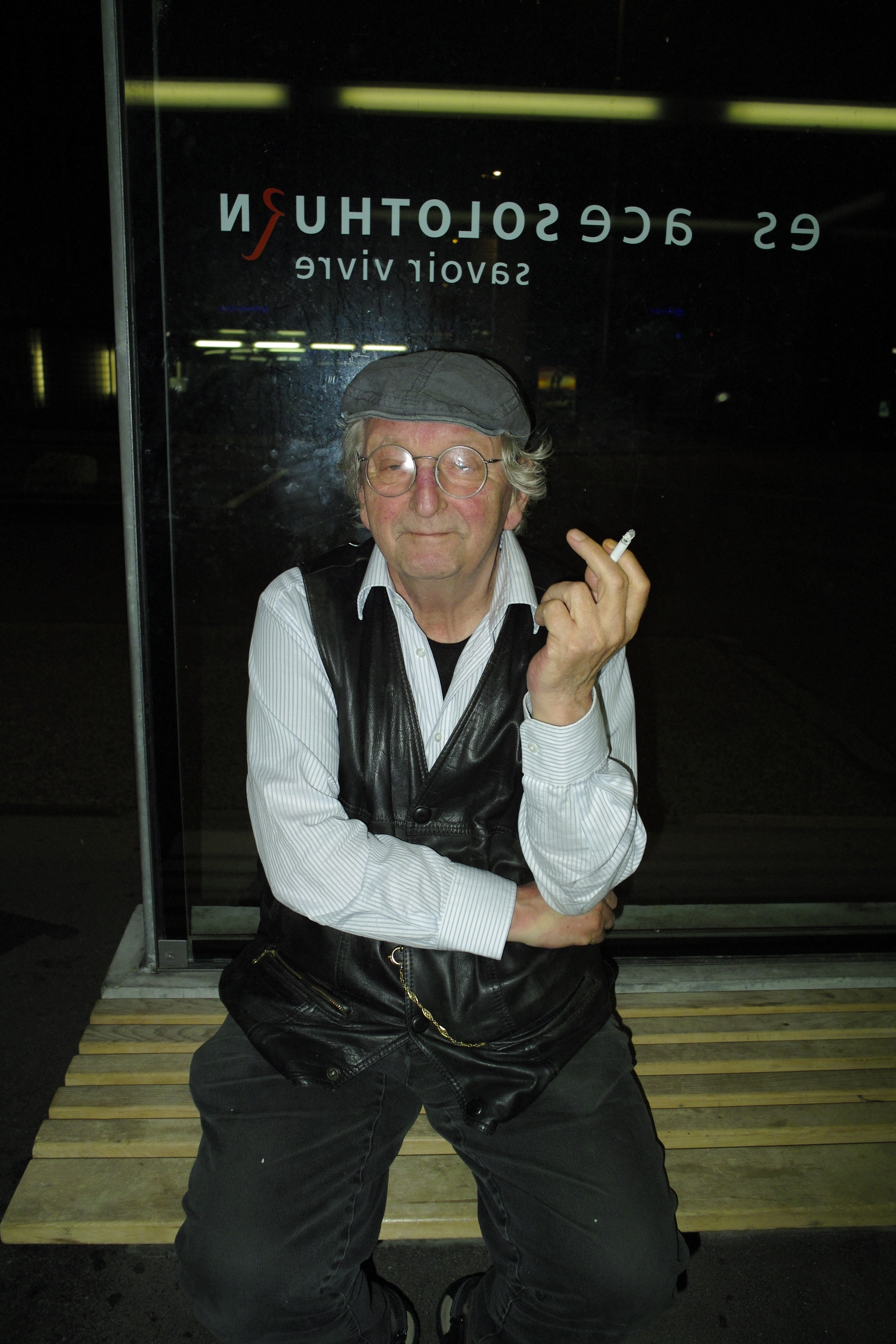
ペーター・ビクセル／3月15日没

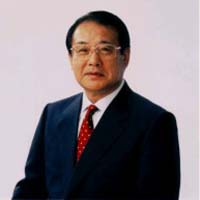
麻生渡／3月15日没

- 3月1日 - 杉村新、日本の地震学者、地球物理学者、元神戸大学教授（* 1923年）[1]
- 3月1日 - 田中泰雄、日本の政治家、元愛知県豊川市長、元豊川市議会議員（* 1926年）[2]
- 3月1日 - 遠藤利、日本の政治家、元茨城県水海道市長・常総市長（* 1928年）[3]
- 3月1日 - 于洋（中国語版）、中華人民共和国の俳優（* 1930年）[4]
- 3月1日 - ジョン・カーティス・ペリー（英語版）、アメリカ合衆国の歴史学者、海事史研究者、作家、コンサルタント、元タフツ大学教授【フレッチャー・スクール所属】、元コネチカットカレッジ・カールトンカレッジ・早稲田大学・国際大学教員（* 1930年）[5]
- 3月1日 - 劉同仁（中国語版）、中華民国（台湾）の油絵画家、美術教育者（* 1933年）[6]
- 3月1日 - 鳥居愼譽、日本の真言宗の僧侶、眞性寺住職、元総本山長谷寺化主、元真言宗豊山派財務部長・総務部長・宗務総長・管長（* 1933年）[7]
- 3月1日 - キム・スンファン、大韓民国の実業家、アカデミー科学創業者・会長（* 1934年）[8]
- 3月1日 - 玉那覇道子、日本の紅型の染色家（* 1936年?）[9]
- 3月1日 - 倪国熙（中国語版）、中華人民共和国の数理統計学者、計算機科学者、政治家、江西師範大学（中国語版）教授・元副学長、元全国政治協商会議常務委員会委員、元江西省人民代表大会常務委員会委員、元江西省政治協商会議副主席、元中国民主同盟江西省委員会主任委員・中央委員会常務委員（* 1937年）[10]
- 3月1日 - 佐藤祐幸、日本の実業家、佐藤木材工業会長、元函館商工会議所副会頭（* 1940年?）[11]
- 3月1日 - みのもんた（御法川法男）、日本のタレント、アナウンサー、テレビ司会者、ニュースキャスター、実業家、ニッコク代表取締役会長（* 1944年）[12]
- 3月1日 - 吉田泰弘、日本の実業家、吉田ピーナツ食品会長（* 1945年?）[13]
- 3月1日 - リチャード・フランシス・ヒューズ＝ヤング（英語版）、イギリスの貴族【セント・ヘレンズ男爵】、元貴族院議員（* 1945年）[14]
- 3月1日（訃報発表日） - トゥーリオ・ラネーゼ（英語版、イタリア語版）、イタリアのサッカー審判員（* 1947年）[15]
- 3月1日 - ジョーイ・モーランド（英語版）、イギリスの歌手、ギタリスト、元「バッドフィンガー」のメンバー（* 1947年）[16]
- 3月1日 - 高塚清一、日本のボートレーサー（* 1947年）[17]
- 3月1日 - 趙啓中（中国語版）、中華人民共和国の政治家、元青海省政治協商会議副主席、元青海省監察庁庁長、元青海省計画委員会副主任、元中国共産党玉樹県委員会書記・玉樹チベット族自治州委員会書記・青海省規律検査委員会副書記（* 1947年）[18]
- 3月1日 - 原裕、日本の実業家、日本建設技術代表取締役社長（* 1948年?）[19]
- 3月1日 - 永福喜作、日本の農業協同組合幹部、元JA鹿児島県経済連会長、元JAさつま・JA北さつま組合長（* 1949年?）[20]
- 3月1日（訃報発表日） - ヌグザール・バグラティオン＝グルジンスキー（英語版、グルジア語版）、ソビエト連邦、ジョージアの劇場監督、王族【グルジンスキー家（英語版）】、トゥマニシヴィリ劇場（グルジア語版）共同創設者（* 1950年）[21]
- 3月1日（遺体発見日） - ジャック・ヴェトリアーノ、イギリスの画家（* 1951年）[22]
- 3月1日 - ペドロ・サラルキ（英語版、スペイン語版、カタルーニャ語版）、スペインの小説家（* 1954年）[23]
- 3月1日 - 浜谷将人、日本の実業家、北海道電力取締役常務執行役員（* 1958年?）[24]
- 3月1日 - アンジー・ストーン、アメリカ合衆国のソウルミュージック・R&B歌手、女優、音楽プロデューサー（* 1961年）[25]
- 3月1日（訃報発表日） - ティム・クルーガー（英語版、ドイツ語版）、ドイツのゲイポルノ男優、AV監督、プロデューサー、TimTales創業者（* 1981年）[26]
- 3月1日 - ニコ・イダルゴ（英語版、スペイン語版）、スペインのサッカー選手（* 1992年）[27]
- 3月1日 - フレデリック王子、ルクセンブルクの王族（* 2002年）[28]
- 3月2日 - ベルンハルト・フォーゲル（英語版、ドイツ語版）、ドイツの政治家、元連邦参議院議長、元連邦議会議員、元テューリンゲン州首相、元ラインラント＝プファルツ州首相・教育文化相、元ラインラント＝プファルツ州議会・テューリンゲン州議会議員（* 1932年）[29]
- 3月2日 - 小濱秀雄、日本の政治家、元日本共産党青森県委員会委員長（* 1932年?）[30]
- 3月2日 - 呉家瑋（英語版、中国語版）、香港、アメリカ合衆国の教育者、政治家、元香港科技大学・サンフランシスコ州立大学学長、元香港策略発展委員会（中国語版）委員、元香港事務顧問、元香港特別行政区準備委員会委員、元全国政治協商会議委員（* 1937年）[31]
- 3月2日 - 菅原壽郎、日本の地方公務員、元青森県八戸市副市長（* 1940年?）[32]
- 3月2日 - 真崎晃郎、日本の実業家、元ソニー副社長（* 1943年）[33]
- 3月2日 - 山田俊和、日本の天台宗の僧侶、最勝寺住職、元東北大本山中尊寺貫首、元天台宗宗議会議員・参務総務部長（* 1943年）[34]
- 3月2日 - エルベール・レオナール（英語版、フランス語版）、フランスの歌手（* 1945年）[35]
- 3月2日 - マリアン・ノブレ（オランダ語版）、オランダのブルース歌手（* 1946年）[36]
- 3月2日 - 其加達瓦（中国語版）、中華人民共和国の版画家、美術家、神州版画博物館共同創設者、元四川美術館常務副館長、元深圳画院常務副院長、元中国美術家協会（中国語版）理事（* 1946年）[37]
- 3月2日 - デューエルチェ・ブロック（英語版、オランダ語版）、オランダのテレビ司会者、放送作家、ラジオパーソナリティ（* 1957年）[38]
- 3月2日 - ブヴァイサル・サイティエフ、ロシアの元フリースタイルレスラー、政治家、元国家院議員、1996年・2004年・2008年オリンピック金メダリスト（* 1975年）[39]
- 3月3日 - 蒲原宏、日本の医師、医学史家、俳人、随筆家、元大日本帝国海軍軍医、元新潟県立がんセンター新潟病院副院長（* 1923年?）[40]
- 3月3日 - 三浦敬二郎、日本の教育者、元五戸町教育長（* 1929年?）[41]
- 3月3日 - ジャン＝マリー・ロンデックス、フランスのサクソフォニスト、元ボルドー音楽院（英語版）教授（* 1932年）[42]
- 3月3日 - クレイグ・リチャード・ネルソン（英語版）、アメリカ合衆国の俳優（* 1947年）[43]
- 3月3日 - エレオノーラ・ジョルジ（英語版、イタリア語版）、イタリアの女優（* 1953年）[44]
- 3月3日 - リンカーン・ディアス＝バラート（英語版、スペイン語版）、キューバ出身のアメリカ合衆国の政治家、元下院議員、元フロリダ州議会下院（英語版）・上院（英語版）議員（* 1954年）[45]
- 3月3日（訃報発表日） - フェリチア・ツィレア＝モルドヴァン（英語版、ルーマニア語版）、ルーマニアの元やり投選手（* 1967年）[46]
- 3月4日（訃報発表日） - ジーン・ウィンフィールド（英語版）、アメリカ合衆国のカスタムカー製作者（* 1927年）[47]
- 3月4日 - 佐藤昭壽、日本の実業家、佐藤金属会長（* 1927年?）[48]
- 3月4日 - ホセ・バルディビエルソ（英語版）、キューバ出身のアメリカ合衆国の元プロ野球選手（* 1934年）[49]
- 3月4日 - アフォンソ・ロマーノ・デ・サンタンナ（英語版、ポルトガル語版）、ブラジルの作家（* 1937年）[50]
- 3月4日 - 朴明煥、大韓民国の政治家、元国会議員（* 1938年）[51]
- 3月4日 - オレーク・ゴルジエフスキー（英語版、ロシア語版）、ソビエト連邦、ロシア、イギリスの二重スパイ（* 1938年）[52]
- 3月4日 - ロイ・エアーズ、アメリカ合衆国のジャズ・R&Bヴィブラフォニスト、作曲家、音楽プロデューサー（* 1940年）[53]
- 3月4日 - ジャン＝ルイ・ドブレ、フランスの政治家、元内務相、元国民議会議員・議長、元憲法評議会（英語版）議長、元エヴルー市長（* 1944年）[54]
- 3月4日 - フェリペ・カンプサーノ（スペイン語版）、スペインのピアニスト、作曲家（* 1945年）[55]
- 3月4日 - 田中亨、日本のマネージャー、ファーンウッド特別顧問（* 1945年?）[56]
- 3月4日 - 神谷哲郎、日本の実業家、トミタ電機社長（* 1948年）[57]
- 3月4日 - シクロン・ラミレス（セルソ・レジェス・ダーサ）、メキシコのプロレスラー（* 1961年）[58]
- 3月4日（訃報発表日） - 二代目上條香月、日本の華道家、元真派青山流家元（* 生年不明）[59]
- 3月4日 - 三木尚子、日本の歯科医、YouTuber、TikToker、駿河台・デンタルオフィス院長（* 生年不明）[60]
- 3月5日 - 師岡武男、日本の経済評論家、ジャーナリスト、元共同通信社論説委員（* 1926年）[61]
- 3月5日 - 森田一、日本の政治家、元知多市議会議員・議長（* 1929年?）[62]
- 3月5日 - 正田巌、日本の実業家、皇族の親族【上皇后美智子の兄】、元日本銀行監事（* 1931年）[63]
- 3月5日 - 尾崎正敏、日本の女子バスケットボール指導者、元日本バスケットボール協会会長（* 1931年）[64]
- 3月5日 - 平山淳、日本の天文学者、国立天文台名誉教授（* 1934年）[65]
- 3月5日 - 吉森章夫、日本の教育学者、合唱指揮者、声楽家、徳島大学名誉教授（* 1935年）[66]
- 3月5日 - チャールズ・タート（英語版）、アメリカ合衆国の心理学者、超心理学者、カリフォルニア大学デービス校・ソフィア大学（英語版）名誉教授（* 1937年）[67]
- 3月5日 - フレッド・ストール、オーストラリアの元テニス選手、指導者、スポーツ解説者、コメンテーター（* 1938年）[68]
- 3月5日 - 姚文倉（中国語版）、中華人民共和国の政治家、元甘粛省人民代表大会常務委員会副主任、元中国共産党甘粛省委員会宣伝部部長・組織部副部長、元全国人民代表大会代表、元甘粛師範大学（中国語版）教員（* 1938年）[69]
- 3月5日 - 吉無田春男、日本の元競泳選手、指導者（* 1939年）[70]
- 3月5日 - デニーズ・アレクサンダー（英語版）、アメリカ合衆国の女優（* 1939年）[71]
- 3月5日 - 裵聖瑞（朝鮮語版）、大韓民国の元実業団野球選手、プロ野球指導者【元ピングレ・イーグルス監督】（* 1944年）[72]
- 3月5日 - 名倉隆、日本の政治家、元埼玉県鳩ヶ谷市長、元鳩ヶ谷市議会議員（* 1945年）[73]
- 3月5日 - 満山喜郎、日本の県人会幹部、ワールド福島県人会・英国福島県人会会長（* 1947年?）[74]
- 3月5日 - クアット・クアン・トゥイ（ベトナム語版）、ベトナムの軍人、作家、編集者、ベトナム人民軍大佐、元文芸新聞（ベトナム語版）編集長、元軍隊文芸（ベトナム語版）副編集長（* 1950年）[75]
- 3月5日 - シルベスター・ターナー（英語版）、アメリカ合衆国の政治家、下院議員、元ヒューストン市長、元テキサス州議会下院議員（* 1954年）[76]
- 3月5日 - ノルベルト・ウエソ（英語版、スペイン語版）、エルサルバドルの元サッカー選手、元同国代表（* 1956年）[77]
- 3月5日 - パメラ・バック（英語版）、アメリカ合衆国の女優（* 1963年）[78]
- 3月5日（訃報発表日） - DJファンク（英語版）（チャールズ・チェンバース）、アメリカ合衆国のDJ【シカゴ・ハウス所属】、音楽プロデューサー（* 1971年）[79]
- 3月5日（訃報発表日） - カッシオ・デ・ジェズス（英語版）、ブラジルのプロサッカー選手、元同国U20代表（* 1989年）[80]
- 3月6日 - メレディス・ベルビン（英語版）、イギリスの経営学者、経営コンサルタント、実業家（* 1926年）[81][82]
- 3月6日 - ヴァルター・ブッハー（英語版、ドイツ語版）、スイスの元サイクリスト（* 1926年）[83]
- 3月6日 - ドミンゴ・マッサーロ（英語版）、チリのサッカー審判員、元サッカー選手（* 1927年）[84]
- 3月6日 - 笠間啓治、日本のロシア文学者、早稲田大学名誉教授（* 1929年）[85]
- 3月6日 - マベル・セグン（英語版、ヨルバ語版）、ナイジェリアの詩人、劇作家、児童文学作家、教員、放送・スポーツ関係者（* 1930年）[86]
- 3月6日 - オラヴィ・サロネン（英語版、フィンランド語版）、フィンランドの元中距離走選手（* 1933年）[87]
- 3月6日（訃報発表日） - クラウス・リヒツェンハイン、東ドイツ、ドイツの元中距離走選手、1956年オリンピック銀メダリスト（* 1934年）[88]
- 3月6日 - リカード・スコフィディオ（英語版）、アメリカ合衆国の建築家【ディラー・スコフィディオ+レンフロ所属】（* 1935年）[89]
- 3月6日 - サンドラ・ハーディング、アメリカ合衆国の哲学者、女性学者、カリフォルニア大学ロサンゼルス校名誉教授、元ニューヨーク州立大学オールバニ校・デラウェア大学教員（* 1935年）[90]
- 3月6日 - アンリ・デュエ（英語版、フランス語版）、フランスの元サイクリスト（* 1937年）[91]
- 3月6日 - 澤村明、日本の実業家、元東レ専務（* 1937年?）[92]
- 3月6日 - 菊地一将、日本の政治家、元足寄町議会議員・副議長（* 1937年?）[93]
- 3月6日 - 浦井正明、日本の天台宗の僧侶、寛永寺貫首・元執事長、元現龍院住職、元台東区教育委員長、元台東区文化財保護審議会委員（* 1937年）[94]
- 3月6日（訃報発表日） - 福地保馬、日本の社会医学者、労働衛生学者、公害問題研究者、北海道大学名誉教授（* 1939年?）[95]
- 3月6日 - 堀込征雄、日本の政治家、元衆議院議員【日本社会党・新進党・太陽党・民政党・民主党所属】（* 1942年）[96]
- 3月6日 - K・J、日本の強盗殺人犯、死刑囚【大牟田4人殺害事件】（* 1944年）[97]
- 3月6日（訃報発表日） - ジョー・ニッケル（英語版）、アメリカ合衆国の懐疑論者、超常現象研究者（* 1944年）[98]
- 3月6日 - 國松明日香、日本の彫刻家（* 1947年）[99]
- 3月6日 - ジョゼ・アントニオ・サライーヴァ（ポルトガル語版）、ポルトガルの建築家、ジャーナリスト、年代記作家、エッセイスト、歴史家、政治評論家、文学評論家、編集者、ソル（英語版）創刊者、元エクスプレッソ（英語版）編集長（* 1948年）[100]
- 3月6日 - 宋鎮賢（朝鮮語版）、大韓民国の裁判官、弁護士、元ソウル行政法院（朝鮮語版）院長（* 1952年）[101]
- 3月6日 - ブライアン・ジェームズ（英語版）、イギリスのパンク・ロックのギタリスト、ソングライター、「ダムド」「ローズ・オブ・ザ・ニュー・チャーチ」の元メンバー（* 1955年）[102]
- 3月6日（訃報発表日） - ラズヴァン・ヨニラ（英語版、ルーマニア語版）、ルーマニアの元サッカー選手、指導者（* 1982年）[103]
- 3月6日 - クイ・ビン（ベトナム語版）、ベトナムの俳優、歌手（* 1983年）[104]
- 3月6日（訃報発表日） - オーストラリアン・スーサイド（英語版）（ブロデリック・シェパード）、オーストラリアのプロレスラー（* 1992年）[105]
- 3月7日 - 島袋邦、日本の政治学者、琉球大学名誉教授（* 1928年?）[106]
- 3月7日 - ユルゲン・ピーペンブルク（英語版、ドイツ語版）、ドイツの元サッカー選手、指導者（* 1941年）[107]
- 3月7日 - 川一男、日本の実業家、元マルエツ社長、元ダイエー副社長、元シジシージャパン副会長（* 1941年）[108]
- 3月7日 - 佐々木光雄、日本の政治家、元おいらせ町議会議員・議長（* 1943年?）[109]
- 3月7日 - リチャード・フォーティ（英語版）、イギリスの古生物学者【ロンドン自然史博物館所属】、科学作家、テレビ司会者（* 1946年）[110]
- 3月7日 - デイヴィッド・ヴナギ、ソロモン諸島の聖公会の聖職者、政治家、元総督、元メラネシア大主教区大主教、元テモツ教区・中央メラネシア教区主教（* 1950年）[111]
- 3月8日（訃報発表日） - アート・シャルロック（英語版）、アメリカ合衆国の元プロ野球選手（* 1924年）[112]
- 3月8日 - 五十嵐芳三、日本の彫刻家、元東京造形大学教授（* 1926年?）[113]
- 3月8日 - 馮克煦（中国語版）、中華人民共和国のジャーナリスト、編集者、政治家、元全国人民代表大会常務委員会委員、元中国民主建国会中央委員会副主席・秘書長、元全国政治協商会議副秘書長・常務委員会委員（* 1926年）[114]
- 3月8日 - ロナルト・フィリッペ・ベル（英語版、オランダ語版）、オランダのカトリック教会の聖職者、元ロッテルダム教区・軍人教区（英語版）司教（* 1928年）[115]
- 3月8日 - K・W・リー（英語版）（イ・ギョンウォン）、朝鮮出身のアメリカ合衆国のジャーナリスト（* 1928年）[116]
- 3月8日または3月9日 - アソル・フガード、南アフリカ共和国の劇作家、小説家、演出家、俳優（* 1932年）[117][118]
- 3月8日（訃報発表日） - エラ・コンスタンティネスク＝ツェラー（英語版、ルーマニア語版）、ルーマニアの元卓球選手（* 1933年）[119]
- 3月8日 - 中村洋二郎、日本の弁護士、新潟水俣病共闘会議議長、元新潟県弁護士会会長、元日本弁護士連合会副会長（* 1935年）[120]
- 3月8日 - 藤平輝夫、日本の政治家、元千葉県勝浦市長、元勝浦市議会議員（* 1935年）[121][122]
- 3月8日 - マイケル・アマコスト、アメリカ合衆国の外交官、政治家、元政治担当国務次官、元駐フィリピン・日本大使、元ブルッキングス研究所所長（* 1937年）[123]
- 3月8日 - 宮地正介、日本の政治家、元衆議院議員【公明党・公明新党・新進党・新党平和所属】（* 1940年）[124]
- 3月8日 - アヨ＝マリア・アトイェビ（英語版）、ナイジェリアのカトリック教会の聖職者、元イロリン教区司教（* 1944年）[125]
- 3月8日 - マーク・クレイン（英語版）、アメリカ合衆国のインターネット技術者【AT&T所属】、内部告発者（* 1945年?）[126]
- 3月8日 - 金井和修、日本の実業家、元長谷工コーポレーション専務（* 1945年?）[127]
- 3月8日 - シモンネ・クレイフ（英語版、オランダ語版）、ベルギーの政治家、元元老院・代議院議員、元フランデレン地域議会議員、元フラマン語共同体委員会評議会議員、元ブリュッセル首都圏地域評議会議員（* 1946年）[128]
- 3月8日 - ナイーマ・サミーフ（英語版、アラビア語版、フランス語版）、モロッコの歌手（* 1951年）[129]
- 3月8日 - イサベル・ミランダ・デ・ウォーレス（英語版、スペイン語版）、メキシコの犯罪被害者遺族、社会活動家（* 1951年）[130]
- 3月8日 - L・J・スミス（英語版）、アメリカ合衆国の作家（* 1958年）[131]
- 3月9日 - 竹内津代、日本の書家（* 1921年?）[132]
- 3月9日 - 河合迪雄、日本の歯科医（* 1925年?）[133]
- 3月9日 - 広田雄太郎、日本の実業家、元ニチメン専務（* 1934年?）[134]
- 3月9日 - ディック・マクタガート（英語版）、イギリスの元ボクサー、1956年オリンピック金メダリスト、1960年オリンピック銅メダリスト（* 1935年）[135]
- 3月9日 - ヨランダ・ラミレス、メキシコの元テニス選手（* 1935年）[136]
- 3月9日 - 東邦夫、日本の原子力工学者、京都大学名誉教授（* 1938年?）[137]
- 3月9日 - ハンス・ペーター・コルフ（英語版、ドイツ語版）、ドイツの俳優（* 1942年）[138]
- 3月9日 - 中山彰規、日本の元体操選手、1968年・1972年オリンピック金メダリスト（* 1943年）[139]
- 3月9日 - 片桐有而（片桐日岳）、日本の日蓮宗の僧侶、政治家、日澄寺住職、大本山誕生寺貫首、元千葉県天津小湊町長・鴨川市長、元日蓮宗宗会議員（* 1947年）[140]
- 3月9日 - リッキー・ピーターズ（英語版）、アメリカ合衆国の元プロ野球選手（* 1955年）[141]
- 3月9日 - サイモン・フィッシャー＝ベッカー（英語版）、イギリスの俳優（* 1961年）[142]
- 3月9日 - 黒川勉、日本の政治家、元徳島県議会議員（* 生年不明）[143]
- 3月10日 - 長岡友久、日本のキンメ漁師、航海士、捕鯨船砲手、鯨ウオッチング船頭（* 1931年?）[144]
- 3月10日 - スタンリー・R・ジャッフェ、アメリカ合衆国の映画プロデューサー、映画スタジオ支配人（* 1940年）[145]
- 3月10日 - フランシス・ビリー・ヒリー（英語版）、ソロモン諸島の政治家、元首相・副首相・財務相・保健医療相・内務相、元国民議会議員（* 1948年）[146]
- 3月10日 - ナタリヤ・アフレメンコ（英語版、ロシア語版）、ソビエト連邦、ロシアの元砲丸投選手（* 1955年）[147]
- 3月10日 - ステッドマン・ピアソン（英語版）、イギリスの歌手、ダンサー、「ファイブ・スター（英語版）」の元メンバー（* 1964年）[148]
- 3月10日（訃報発表日） - ボー・ドジャー（英語版）、アメリカ合衆国のソングライター、音楽プロデューサー（* 1979年）[149]
- 3月10日（遺体発見日） - フィソン、大韓民国の歌手（* 1982年）[150]
- 3月11日 - 喜多淳一、日本の実業家、元近畿卸酒販組合理事（* 1925年?）[151]
- 3月11日 - 村井史郎、日本の実業家、シークス会長（* 1928年）[152]
- 3月11日 - アントニー・フェルプ（英語版、フランス語版、ハイチ語版）、ハイチ出身のカナダの詩人、小説家、元政治犯（* 1928年）[153]
- 3月11日 - 斎藤惇生、日本の医師、登山家、元日本山岳会会長（* 1929年）[154]
- 3月11日 - 山崎泰廣、日本の高野山真言宗の僧侶、仏教学者、密教研究者、種智院大学名誉教授、元常光院住職、元高野山専修学院講師（* 1929年）[155]
- 3月11日 - フランチェスコ・クッカレーゼ（英語版、イタリア語版）、イタリアのカトリック教会の聖職者、元アチェレンツァ大司教区・カゼルタ大司教区・ペスカーラ＝ペンネ大司教区大司教（* 1930年）[156]
- 3月11日 - クライヴ・レヴィル、ニュージーランドの俳優、声優（* 1930年）[157]
- 3月11日（訃報発表日） - 夏春秋（中国語版）、香港の俳優、アナウンサー、テレビ司会者（* 1931年）[158]
- 3月11日 - 吉川綾子（星野綾子）、日本のジャーナリスト、元短距離走・走幅跳選手（* 1933年）[159]
- 3月11日 - 永井和子、日本の国文学者、学習院女子大学名誉教授・元学長（* 1934年）[160]
- 3月11日 - I・K、日本の社会活動家、元無期懲役囚【狭山事件】（* 1936年）[161]
- 3月11日 - 瀬谷俊雄、日本の銀行家、元東邦銀行頭取・会長、元全国地方銀行協会会長、元地域経済活性化支援機構社長、元福島商工会議所会頭、元原子力損害賠償・廃炉等支援機構運営委員（* 1936年）[162]
- 3月11日（訃報発表日） - ブライアン・ウェイツ（英語版）、イギリスのプロゴルファー（* 1940年）[163]
- 3月11日 - いしだあゆみ、日本の歌手、女優（* 1948年）[164]
- 3月11日（訃報発表日） - ノライル・ヌリキャン（英語版、ブルガリア語版、アルメニア語版）、ブルガリアの元重量挙げ選手、1972年・1976年オリンピック金メダリスト（* 1948年）[165]
- 3月11日 - デイヴ・マロウ、アメリカ合衆国の声優（* 1948年）[166]
- 3月11日 - 藤川晋之助（藤川基之）、日本の選挙プランナー、政治家、元大阪市会議員（* 1953年）[167]
- 3月11日 - ジュニア・ブリッジマン、アメリカ合衆国の実業家、元プロバスケットボール選手、ウェンディーズ・チリーズ店舗経営者（* 1953年）[168]
- 3月11日 - ロバート・トレバー（英語版）、アメリカ合衆国の俳優（* 1953年）[169]
- 3月11日 - ココア・ティー（英語版）（コルヴィン・スコット）、ジャマイカのレゲエ歌手（* 1959年）[170]
- 3月11日 - マーク・S・ドビーズ（英語版）、アメリカ合衆国の俳優（* 1959年）[171]
- 3月12日 - ブルース・グローヴァー、アメリカ合衆国の俳優（* 1932年）[172]
- 3月12日 - 佐々木高雄、日本の実業家、東奥日報社相談役・元社長（* 1934年）[173]
- 3月12日 - 原時彦、日本の著作権者、広島花幻忌の会顧問（* 1934年?）[174]
- 3月12日 - 稲垣隆史、日本の俳優、声優（* 1937年）[175]
- 3月12日 - サイード・アビド・アリー（英語版、ウルドゥー語版、テルグ語版）、インドの元クリケット選手（* 1941年）[176]
- 3月12日 - クラウス・コーブシュ（英語版、ドイツ語版）、ドイツの元トラックサイクリスト、1964年オリンピック銅メダリスト（* 1941年）[177]
- 3月12日 - ヴァルター・シュヴィマー（英語版、ドイツ語版）、オーストリアの政治家、元国民議会議員、元欧州評議会事務局長（* 1942年）[178]
- 3月12日（訃報発表日） - アレクサンドル・バラノフ、ソビエト連邦、ロシアの陸軍軍人、ロシア陸軍将軍、元沿ヴォルガウラル軍管区・北カフカス軍管区司令官（* 1946年）[179]
- 3月12日 - リンダ・ウィリアムズ（英語版）、アメリカ合衆国の映画学者、カリフォルニア大学バークレー校教授、元シカゴ大学・カリフォルニア大学アーバイン校教員（* 1946年）[180]
- 3月12日 - ミシェル・アリニョン、フランスのクラリネット奏者、音楽教育者、元オルレアン音楽院（フランス語版）教員（* 1948年）[181]
- 3月12日 - オリヴァー・ミラー（英語版）、アメリカ合衆国の元プロバスケットボール選手（* 1970年）[182]
- 3月13日 - グエン・スアン・マウ（ベトナム語版）、ベトナムの空軍軍人、ベトナム人民防空空軍中将、元ベトナム共産党中央軍事党委員会監査委員会副主任、元ベトナム共産党国防省政治総局委員会監査委員会主任、元ベトナム人民防空軍政治委員、元ベトナム人民防空空軍政治主任・副政治委員（* 1922年）[183]
- 3月13日 - ソフィヤ・グバイドゥーリナ、ソビエト連邦、ロシアの作曲家（* 1931年）[184]
- 3月13日 - 海老澤順三、日本の政治家、元北海道上磯町長・北斗市長（* 1932年）[185]
- 3月13日（訃報発表日） - グラツィア・マリア・スピーナ（英語版、イタリア語版）、イタリアの女優（* 1936年）[186]
- 3月13日 - 熊田泰彦、日本の銀行家、元京都銀行副頭取（* 1937年?）[187]
- 3月13日 - 前坂匡紀、日本の実業家、ビザビ会長、元岡山商工会議所副会頭（* 1939年?）[188]
- 3月13日 - ラウル・グリハルバ（英語版、スペイン語版）、アメリカ合衆国の政治家、下院議員、元ピマ郡監理委員会委員・委員長（* 1948年）[189]
- 3月13日 - ジム・ブリージール（英語版）、アメリカ合衆国の元プロ野球選手（* 1949年）[190]
- 3月13日 - グエン・トゥイ・カー（ベトナム語版）、ベトナムの詩人、ミュージシャン、作曲家、音楽評論家、文学評論家、ジャーナリスト（* 1949年）[191]
- 3月13日 - アン・セクストン、アメリカ合衆国のソウルミュージック歌手（* 1950年）[192]
- 3月13日 - ミゲル・マセド（英語版、ポルトガル語版）、ポルトガルの弁護士、コメンテーター、政治家、元内務相、元共和国議会議員、元ブラガ市議会議員（* 1959年）[193]
- 3月13日 - 李国祥（中国語版）、香港の歌手（* 1964年）[194]
- 3月13日 - 蘇允禎（朝鮮語版）、大韓民国の神学者、イスラム研究者、亜神大学校（朝鮮語版）教授（* 1971年）[195]
- 3月13日 - ラディシャ・イリッチ、セルビアの元サッカー選手、指導者、元同国代表（* 1977年）[196]
- 3月14日 - 渕田京、日本の実業家、元湯浅電池専務（* 1925年?）[197]
- 3月14日 - 篠原守、日本の海軍軍人【元海軍飛行予科練習生】、平和運動家、元伏龍特攻隊員（* 1929年?）[198]
- 3月14日 - 劉鴻儒（中国語版）、中華人民共和国の銀行家、政治家、元中国証券監督管理委員会（中国語版）主席、元中国人民銀行副行長・研究生部（中国語版）教授、元中国農業銀行副行長、元中国金融学院（中国語版）院長、元中国共産党中央委員会候補委員、元全国政治協商会議委員（* 1930年）[199]
- 3月14日 - 林賛庭（中国語版）、中華民国（台湾）の撮影監督（* 1930年）[200]
- 3月14日 - アラン・シンプソン（英語版）、アメリカ合衆国の政治家、元上院議員、元ワイオミング州議会下院（英語版）議員（* 1931年）[201]
- 3月14日 - 岡田靖雄、日本の精神科医、人権活動家、元ハンセン病問題検証会議委員（* 1931年）[202]
- 3月14日 - ダーグ・ソールスター、ノルウェーの小説家、編集者（* 1941年）[203]
- 3月14日 - 宮本義彦、日本の登山家、元長野県山岳協会会長（* 1944年?）[204]
- 3月14日 - 宮里政之、日本の実業家、宮里コンサルタント代表社員、元久米崇聖会理事長（* 1951年?）[205]
- 3月14日 - アンドレアス・クロンターラー（英語版、ドイツ語版）、オーストリアの元射撃選手、1984年オリンピック銀メダリスト（* 1952年）[206]
- 3月14日（遺体発見日） - 張振寰（中国語版）、中華民国（台湾）の俳優（* 1959年）[207]
- 3月14日 - ペテル・フリツ（英語版）、チェコスロバキア、スロバキア、ルクセンブルクの元シクロクロス・マウンテンバイクのサイクリスト（* 1965年）[208]
- 3月15日 - 山田昭次、日本の歴史学者、朝鮮人虐殺研究者、立教大学名誉教授（* 1930年）[209]
- 3月15日 - 陳雲址（中国語版）、中華民国（台湾）の眼科医（* 1934年）[210]
- 3月15日 - 松島幹雄、日本の政治家、元三原市議会議員（* 1934年?）[211]
- 3月15日 - ペーター・ビクセル、スイスの作家（* 1935年）[212]
- 3月15日 - ニタ・ロウイ（英語版）、アメリカ合衆国の政治家、元下院議員（* 1937年）[213]
- 3月15日 - 麻生渡、日本の通商産業官僚、政治家、元福岡県知事、元特許庁長官、元全国知事会会長、元福岡空港ビルディング社長（* 1939年）[214]
- 3月15日 - 空久保求、日本の実業家、空久保建設社長（* 1944年?）[215]
- 3月15日 - エルナン・ララ・サバラ（英語版、スペイン語版）、メキシコの作家、文学者、メキシコ国立自治大学教授（* 1946年）[216]
- 3月15日 - ウィングス・ハウザー、アメリカ合衆国の俳優（* 1947年）[217]
- 3月15日（訃報発表日） - スリック・ワッツ、アメリカ合衆国の元プロバスケットボール選手、指導者（* 1951年）[218]
- 3月15日 - レス・ビンクス（英語版）、イギリスのドラマー、「ジューダス・プリースト」の元メンバー（* 1951年）[219]
- 3月15日 - 比与森光俊、日本の政治家、香美市議会議員・元議長（* 1952年?）[220]
- 3月15日 - ドリス・フィッチェン（英語版、ドイツ語版）、ドイツの元サッカー選手、元同国女子代表、2000年オリンピック銅メダリスト（* 1968年）[221]

## 16日 - 31日

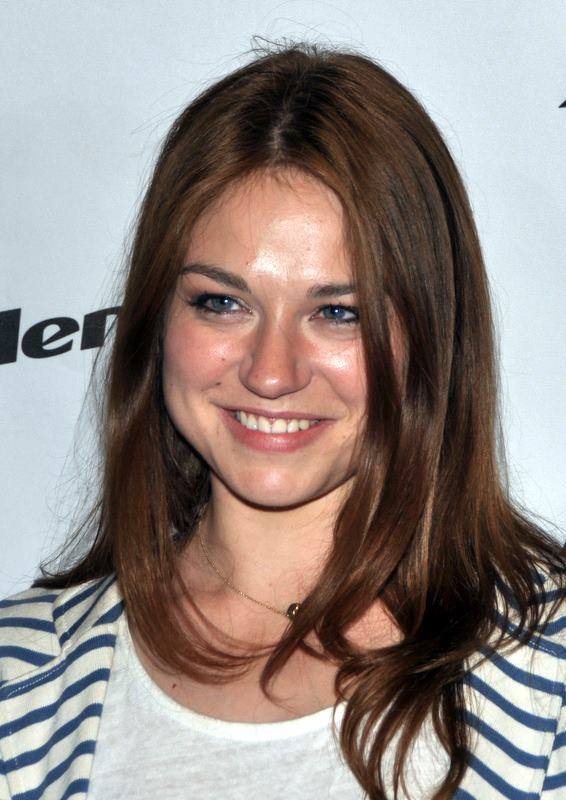
エミリー・ドゥケンヌ／3月16日没

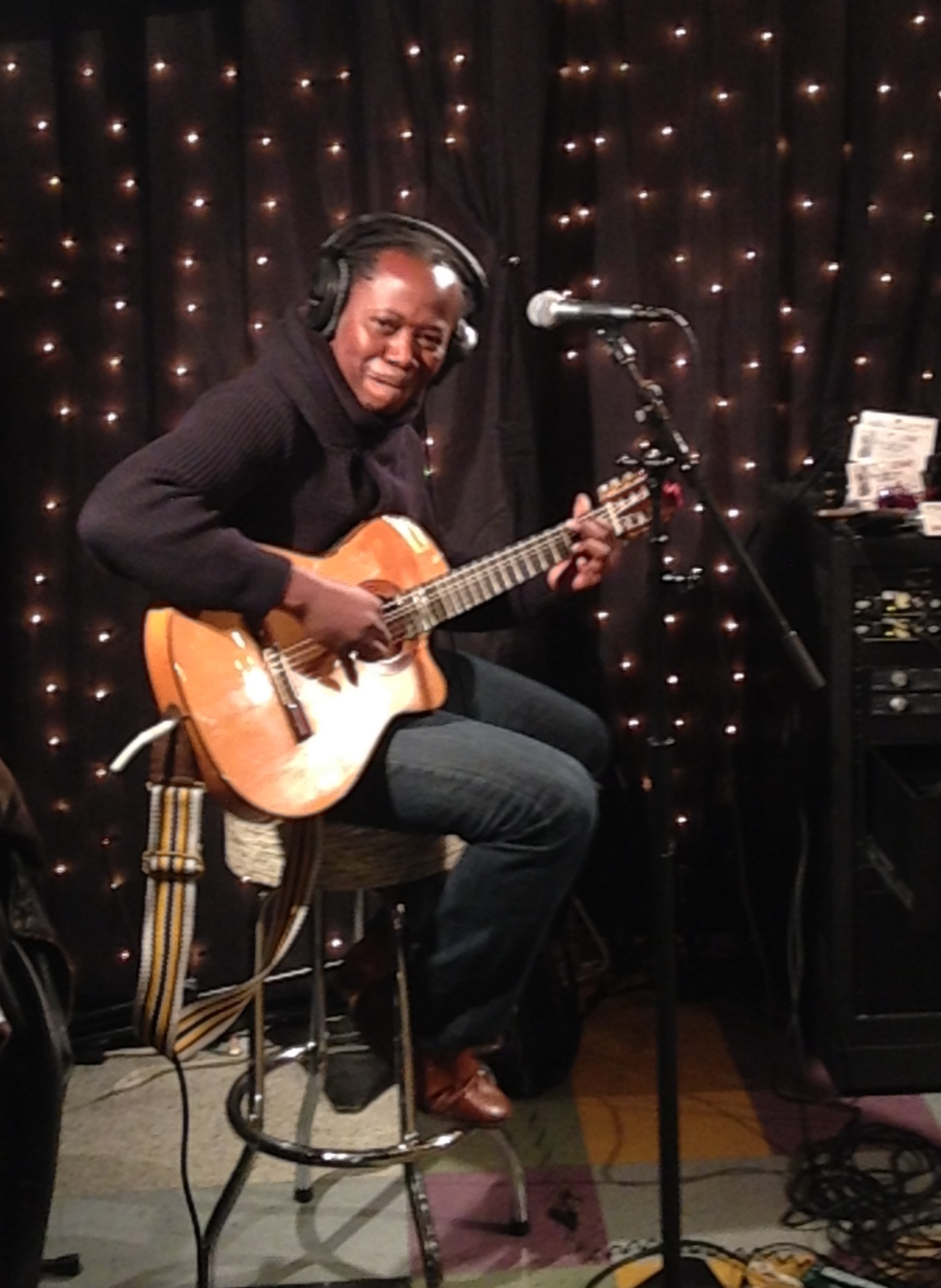
アウレリオ・マルティネス／3月17日没

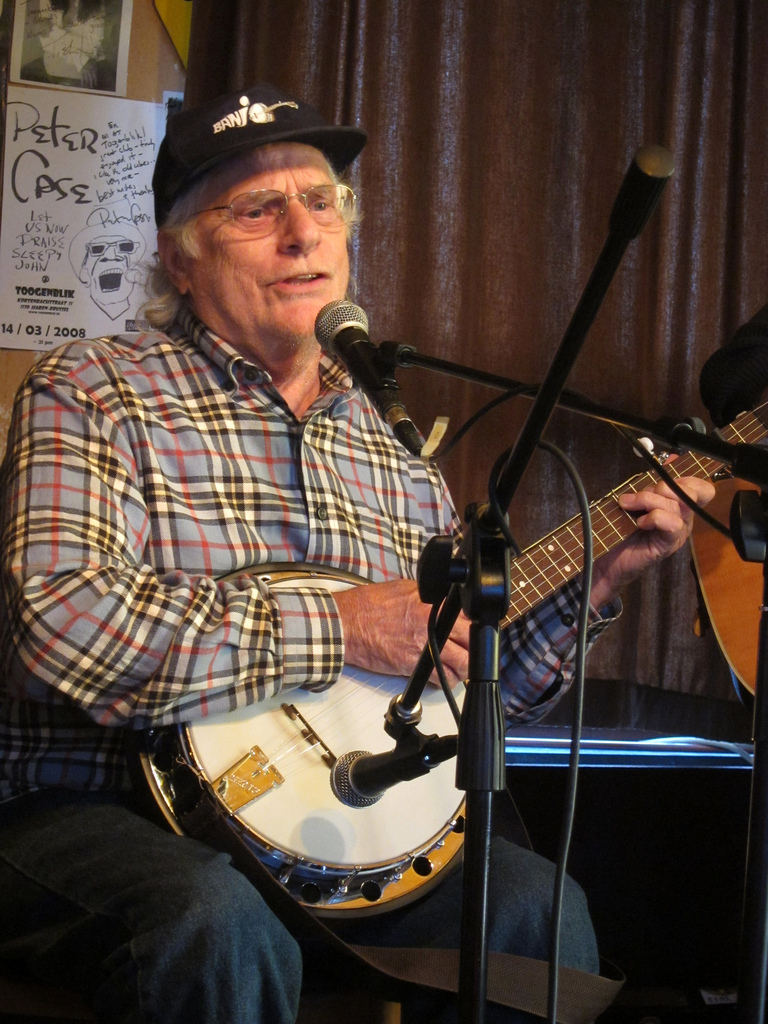
エディ・アドコック／3月19日没

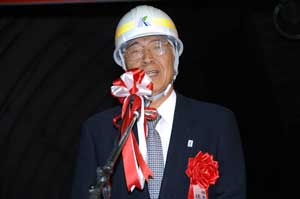
佐藤栄佐久／3月19日没

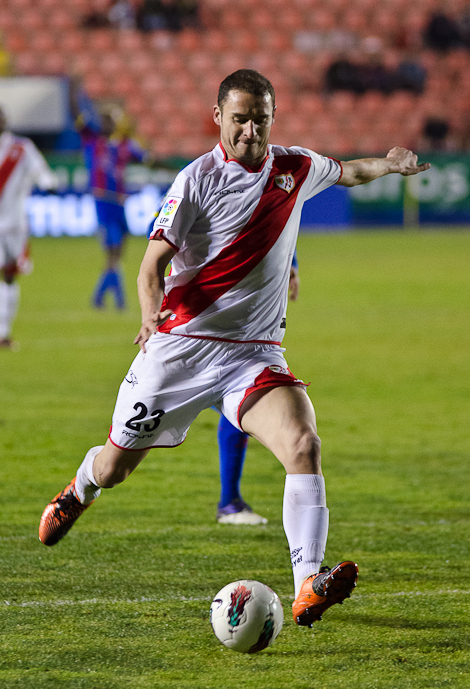
アンドリヤ・デリバシッチ／3月19日没

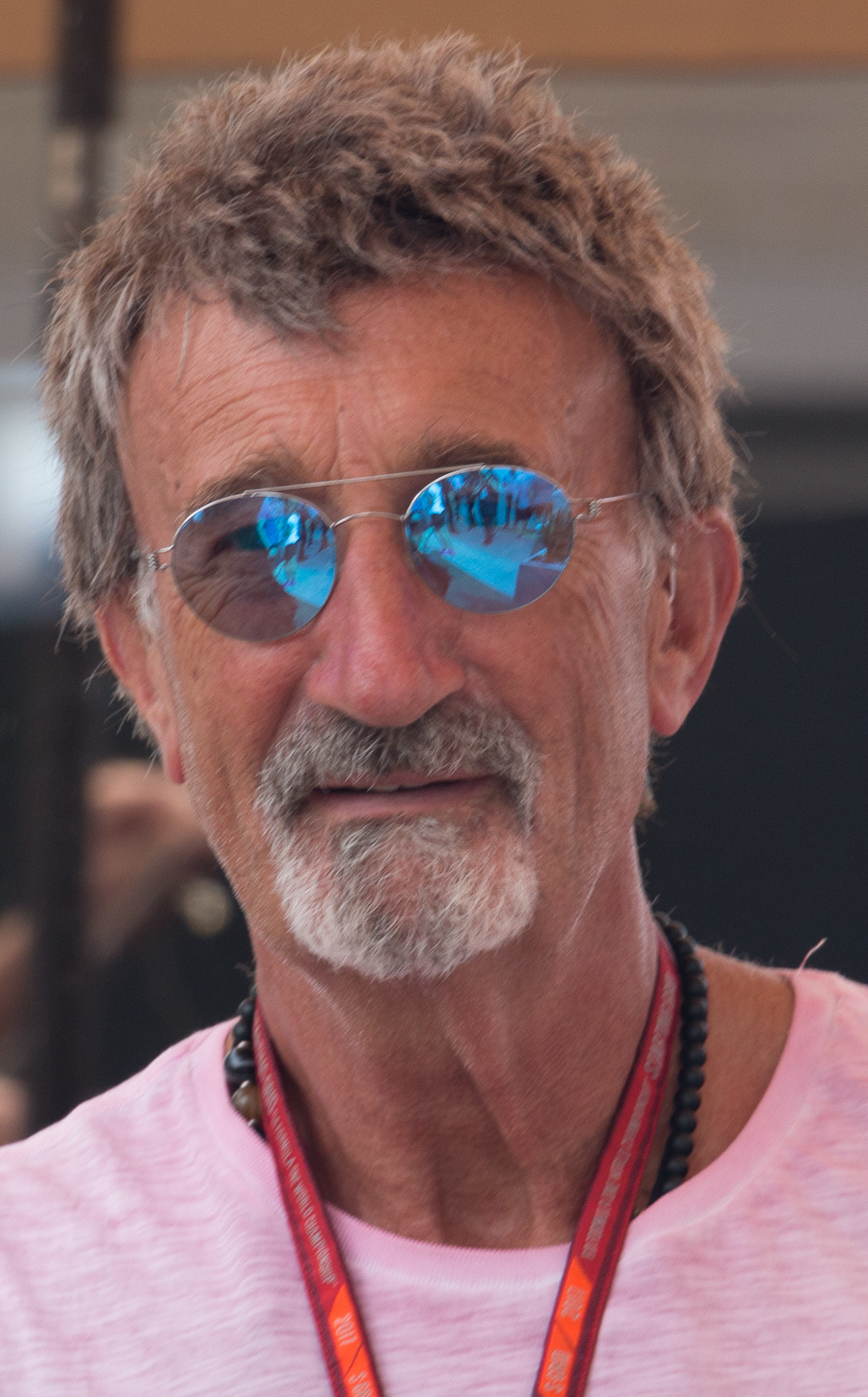
エディ・ジョーダン／3月20日没

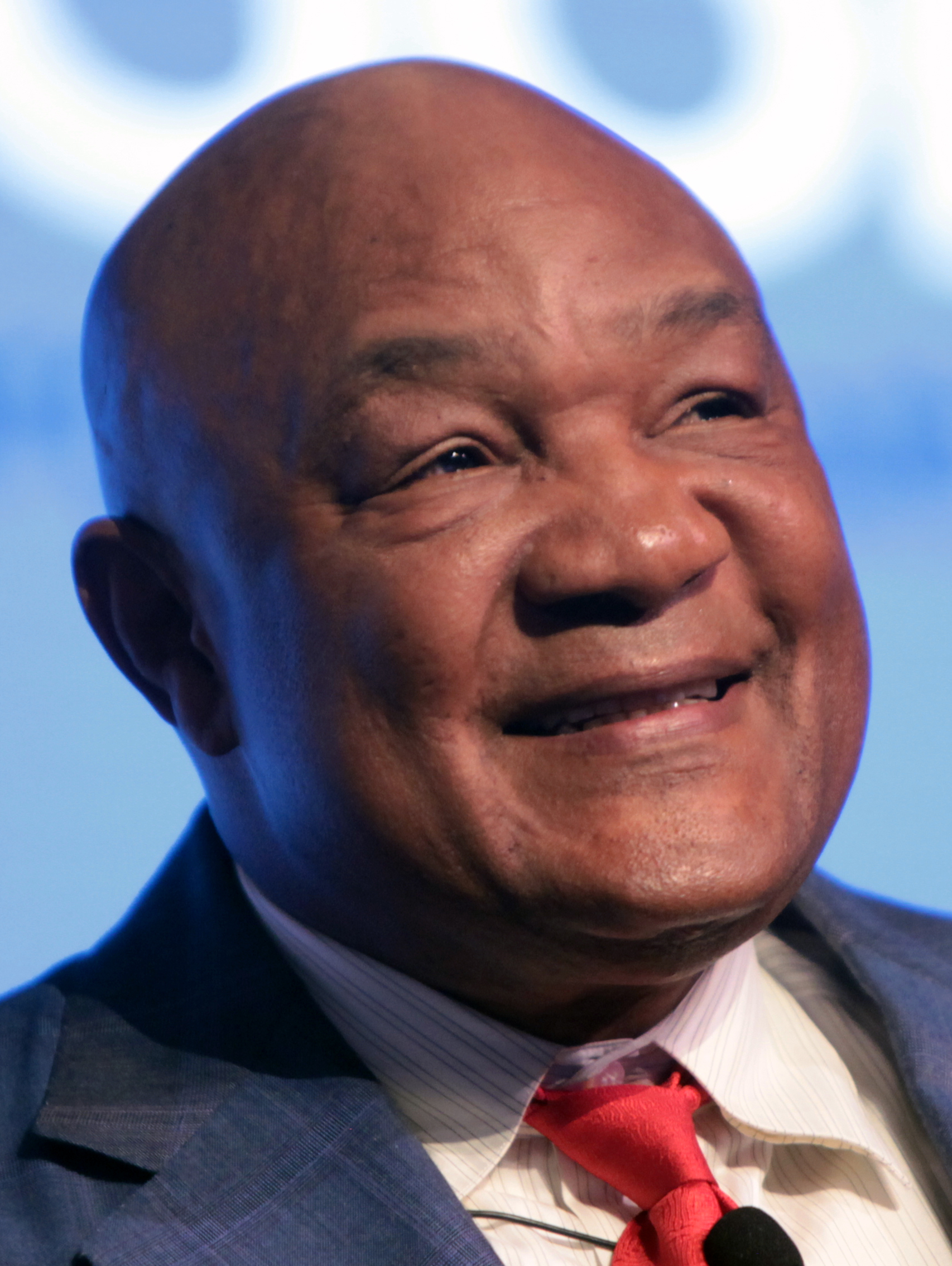
ジョージ・フォアマン／3月21日没

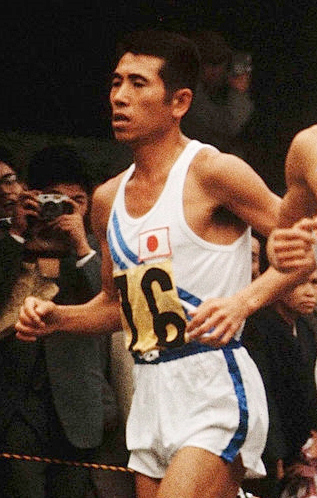
寺沢徹／3月23日没

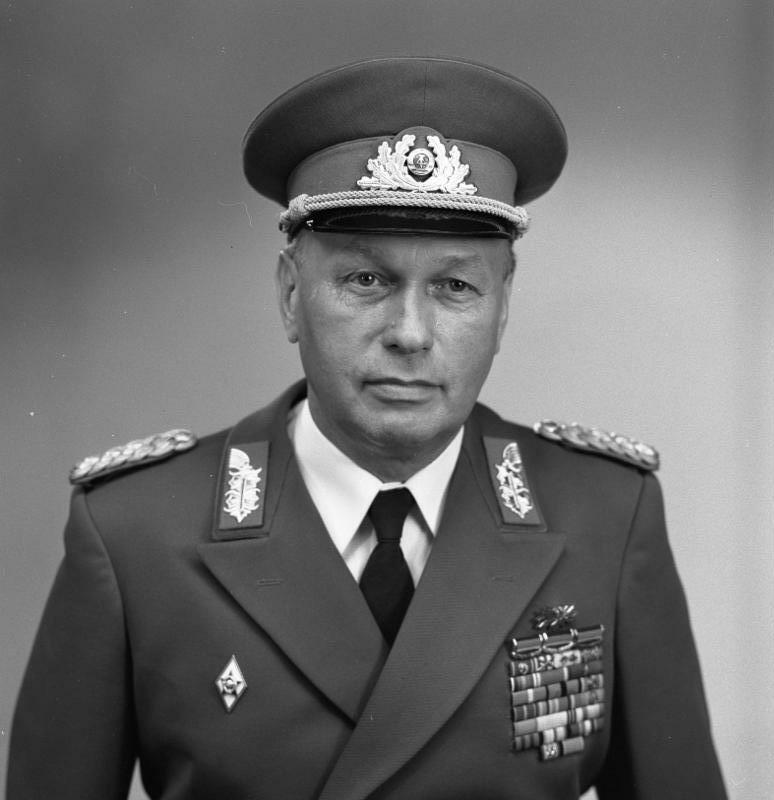
フリッツ・シュトレーレッツ／3月24日没

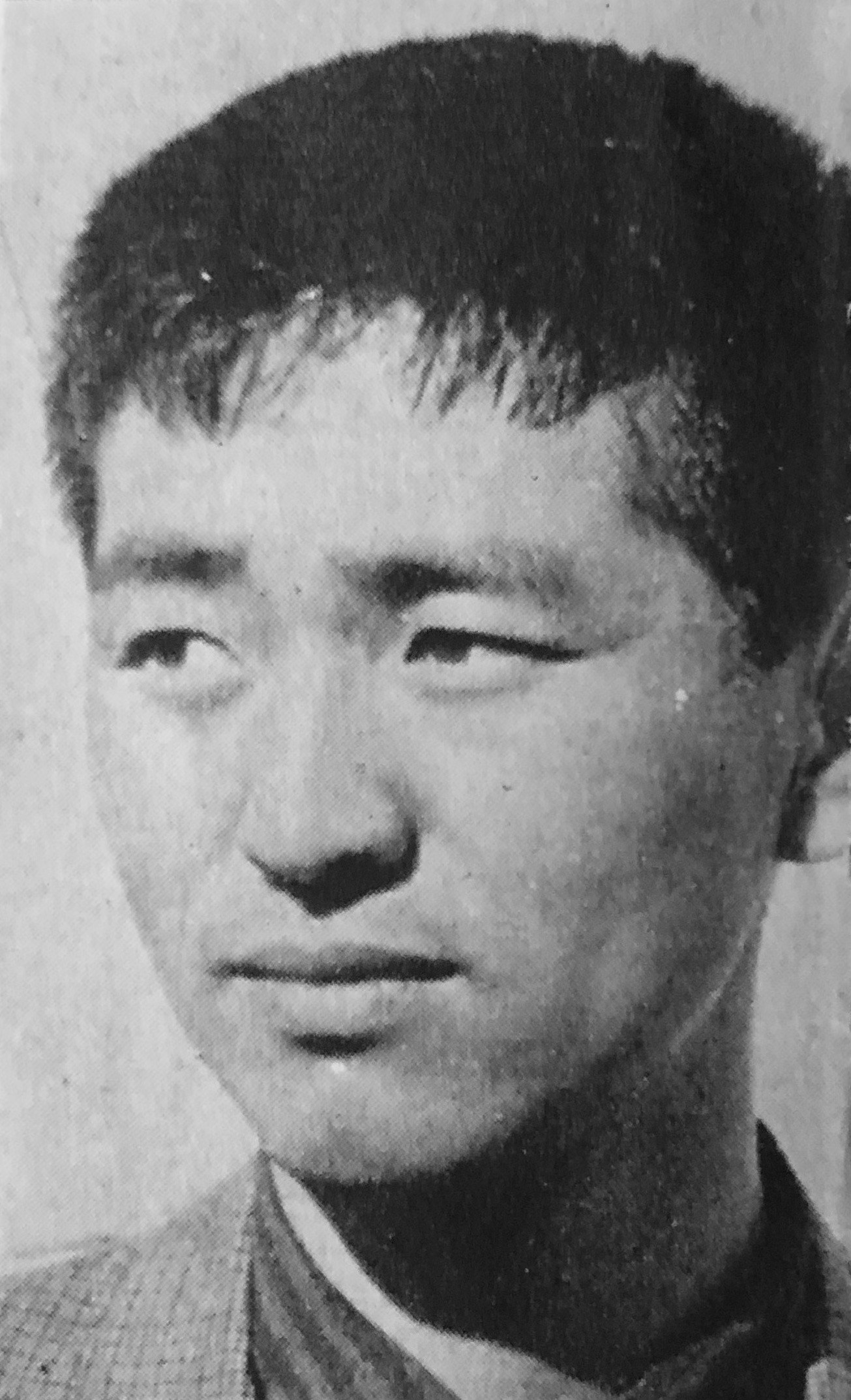
篠田正浩／3月25日没

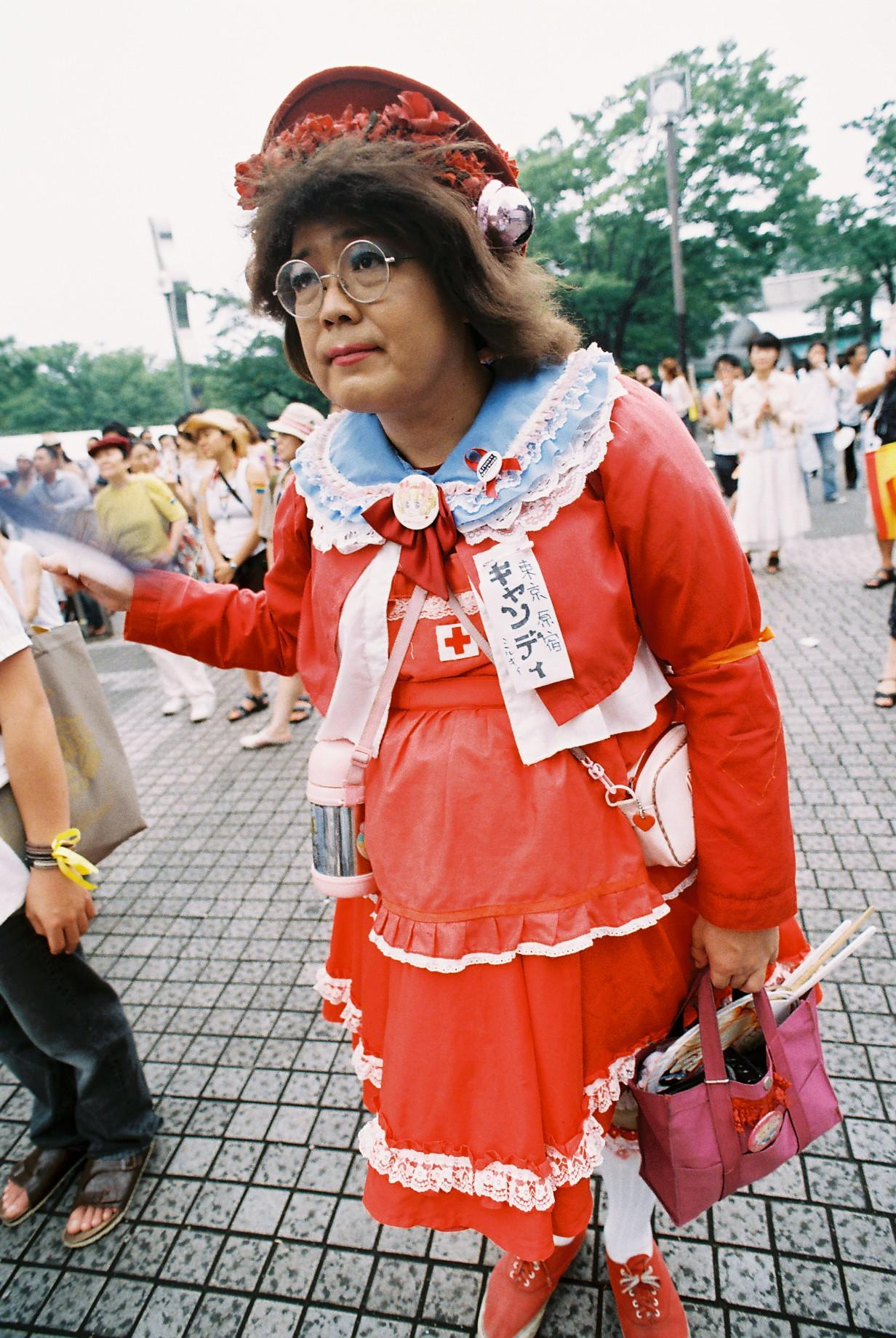
キャンディ・H・ミルキィ／3月27日没

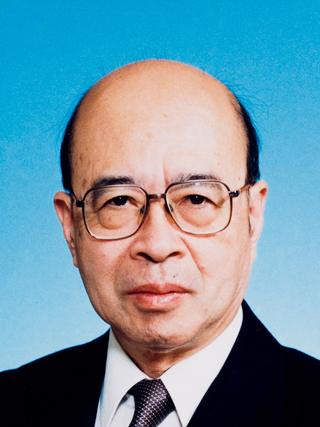
田仲一成／3月29日没

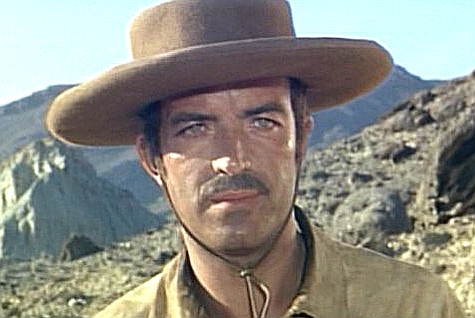
アンヘル・デル・ポゾ／3月29日没

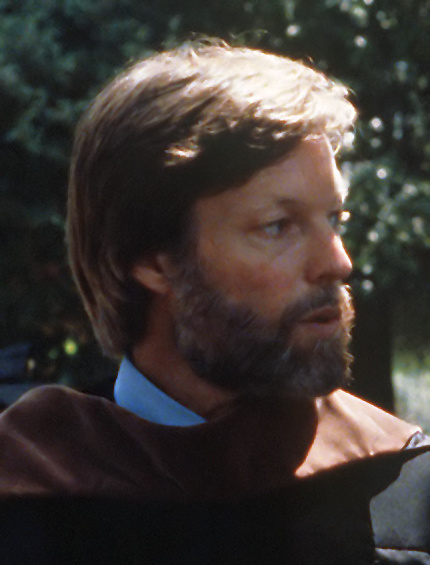
リチャード・チェンバレン／3月29日没

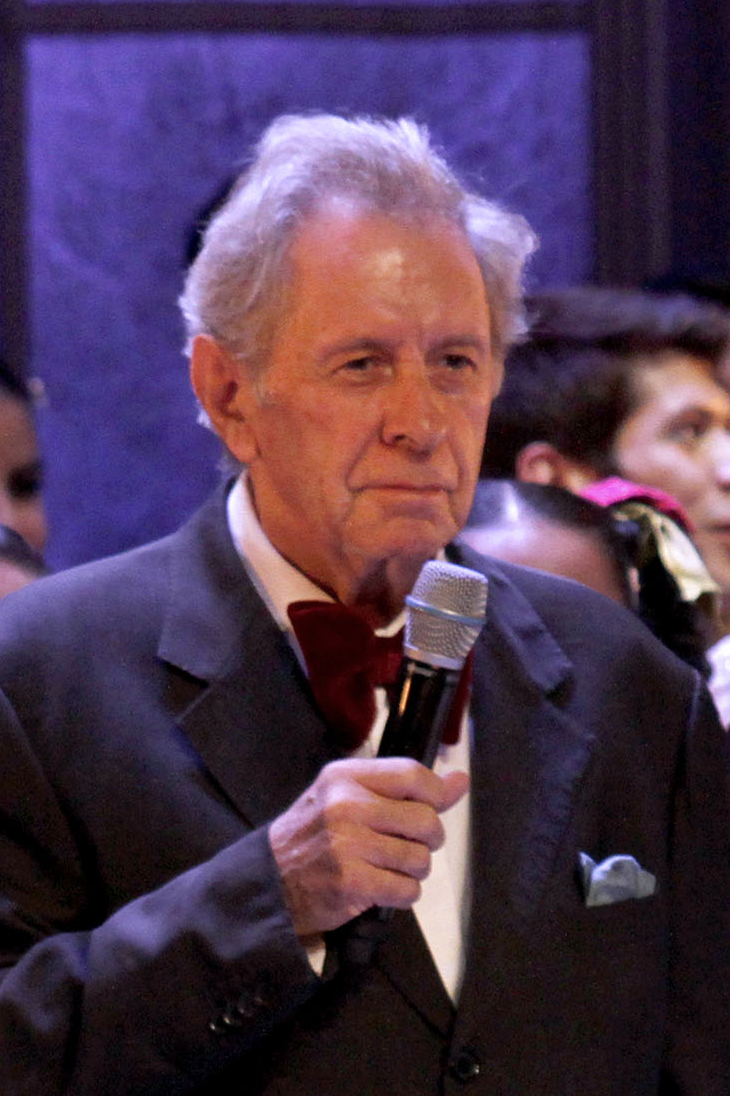
エンリケ・バティス／3月30日没

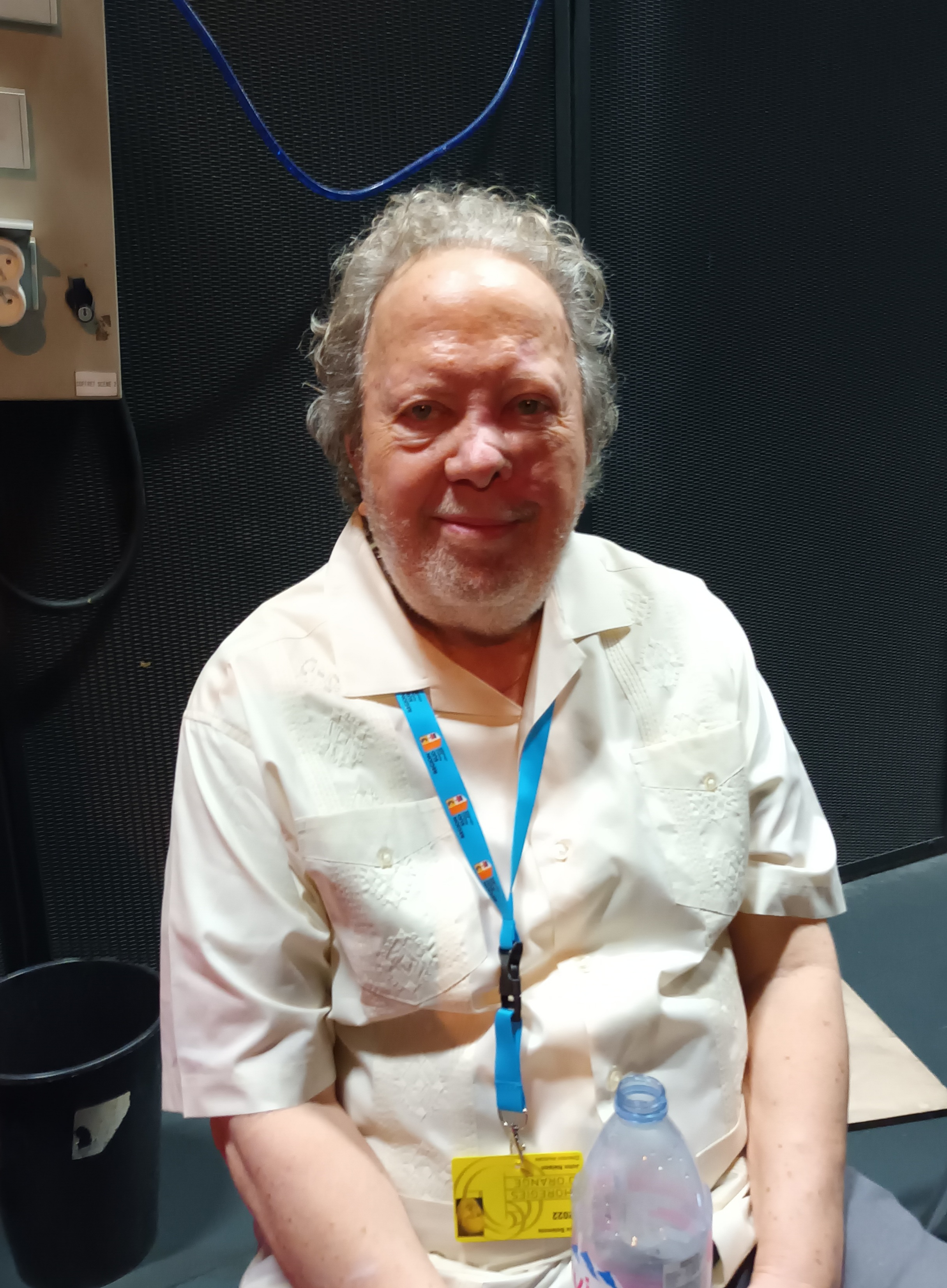
ジョン・ネルソン／3月31日没

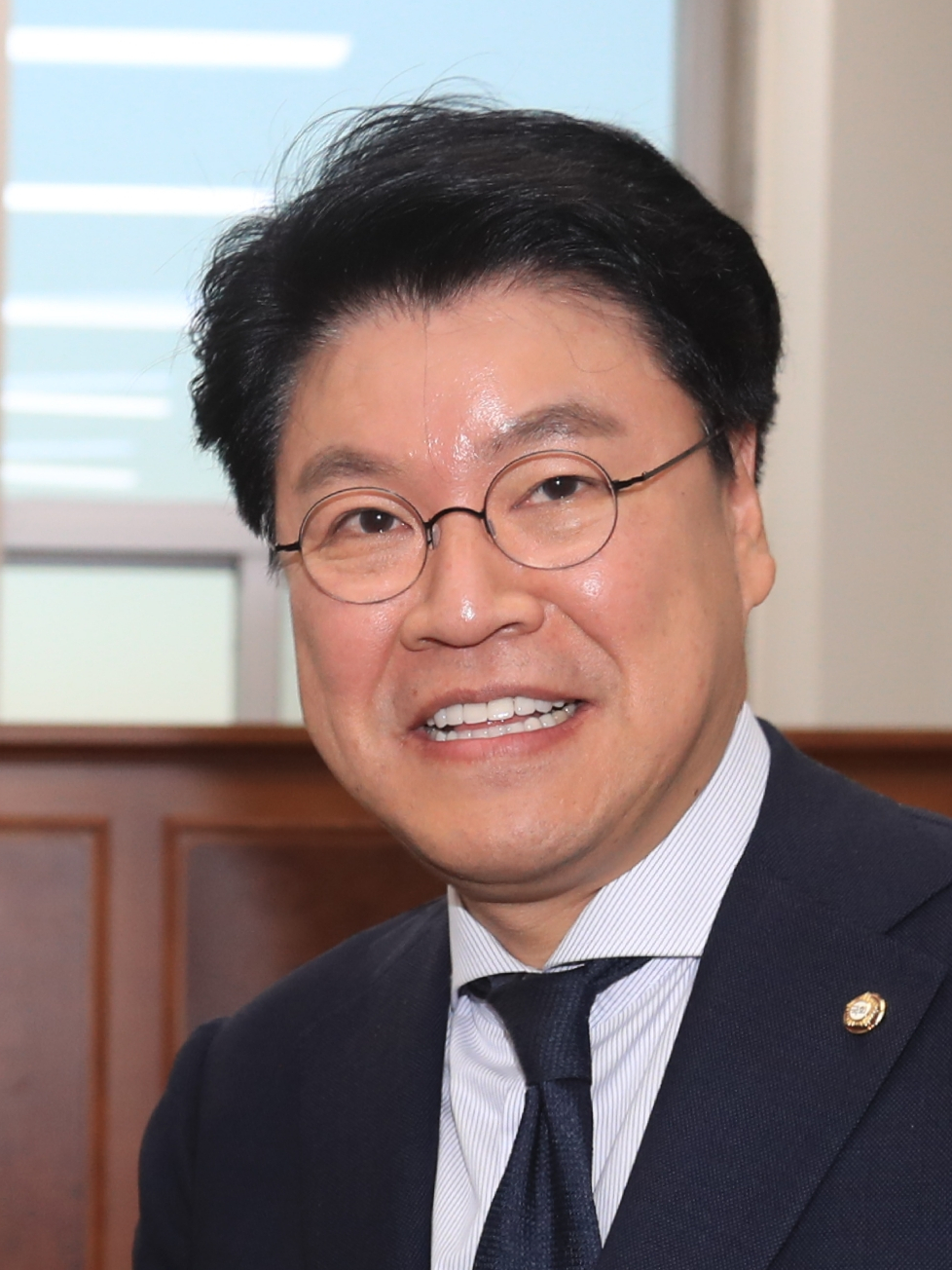
張済元／3月31日没（遺体発見日）

- 3月16日 - 李徳平（中国語版）、中華人民共和国の放射線物理学者、放射線防護研究者、元中国輻射防護研究院（中国語版）院長、元核工業部（中国語版）輻射防護研究所所長、元全国政治協商会議委員（* 1926年）[222]
- 3月16日 - 房維中（中国語版）、中華人民共和国の政治家、元国家計画委員会（中国語版）副主任、元中国共産党中央委員会委員・全国代表大会代表、元全国政治協商会議常務委員（* 1928年）[223]
- 3月16日 - ジェシ・コリン・ヤング（英語版）、アメリカ合衆国のシンガーソングライター、元「ヤングブラッズ」のメンバー（* 1941年）[224]
- 3月16日 - 佐藤善一、日本の政治家、元関市議会議員・議長（* 1941年?）[225]
- 3月16日 - ロプ・デ・ナイス（英語版、オランダ語版）、オランダの歌手、俳優（* 1942年）[226]
- 3月16日 - 嘉手川重義、日本の県人会幹部、元大阪沖縄県人会連合会会長（* 1942年?）[227]
- 3月16日（訃報発表日） - ダグ・ラフトン（英語版）、イギリスの元ラグビーリーグ選手、指導者、元同国代表（* 1944年）[228]
- 3月16日 - 殿田謙吉、日本の能楽師【ワキ方宝生流】（* 1959年?）[229]
- 3月16日 - 廣石惠一、日本のドラマー、元「杉山清貴&オメガトライブ」「クレイジーケンバンド」のメンバー（* 1960年）[230]
- 3月16日（遺体発見日） - アンナ・R（英語版、ドイツ語版）、ドイツの歌手、「ローゼンシュトルツ（英語版）」「グライス8（英語版）」の元メンバー（* 1969年）[231]
- 3月16日 - トマーシュ・クロウチェク（英語版、チェコ語版）、チェコの元プロアイスホッケー選手（* 1980年）[232]
- 3月16日 - エミリー・ドゥケンヌ、ベルギーの女優（* 1981年）[233]
- 3月16日 - パウル・フローレス（スペイン語版）、ペルーの歌手、「アルモニア10（スペイン語版）」のメンバー（* 1984年）[234]
- 3月16日 - 池田有沙、日本のヴァイオリニスト（* 1996年）[235]
- 3月16日 - アンドレイ・ラザロフ（英語版、マケドニア語版）、北マケドニアのサッカー選手（* 1999年）[236]
- 3月17日 - 李兆基（英語版、中国語版）、香港の実業家、恒基地産創業者（* 1928年）[237]
- 3月17日 - 半沢宏明、日本の実業家、元河北新報社取締役（* 1933年?）[238]
- 3月17日 - 舒聖佑（中国語版）、中華人民共和国の政治家、元江西省省長、元景徳鎮市長、元中国共産党中央委員会委員・江西省委員会副書記、元全国人民代表大会代表、元全国政治協商会議委員（* 1936年）[239]
- 3月17日 - 斎藤十朗、日本の政治家、第21・22代参議院議長、第66代厚生大臣、元参議院議員【自由民主党所属】（* 1940年）[240]
- 3月17日 - 佐藤秀光、日本のミュージシャン、「クールス」のメンバー（* 1951年）[241]
- 3月17日 - アブー・イスハーク・アル＝ハウィーニー（英語版、アラビア語版）、エジプトのサラフィー主義のウラマー（* 1956年）[242]
- 3月17日 - アウレリオ・マルティネス、ホンジュラスのシンガーソングライター、政治家、元国民議会議員（* 1969年）[243]
- 3月18日 - 石川みはる、日本のバレエ指導者、元日本バレエ協会北海道支部長（* 1928年?）[244]
- 3月18日 - ベドロス・キルコロフ（英語版、ブルガリア語版、ロシア語版）、ブルガリア、ソビエト連邦、ロシアの歌手（* 1932年）[245]
- 3月18日 - 緑間榮、日本の法学者、沖縄国際大学名誉教授（* 1932年?）[246]
- 3月18日 - ロバート・ハーヴェイ（英語版）、アメリカ合衆国のベーシスト、元「ジェファーソン・エアプレイン」のメンバー（* 1934年）[247]
- 3月18日 - ウラミル・マルケス（英語版、ポルトガル語版）、ブラジルの元バスケットボール選手、指導者、元同国代表、1960年・1964年オリンピック銅メダリスト（* 1937年）[248]
- 3月18日 - 坂上博、日本の実業家、元北海道新聞社取締役印刷局長（* 1939年?）[249]
- 3月18日 - ハロルド・ビルフリート（オランダ語版）、スリナム、オランダのギタリスト、歌手、作曲家、編曲家（* 1940年）[250]
- 3月18日 - 陳能済（中国語版）、インドネシア出身の香港の作曲家、音楽監督、元香港中楽団（中国語版）助理音楽総監督（* 1940年）[251]
- 3月18日 - 宋在翊（朝鮮語版）、大韓民国のスポーツキャスター（* 1942年）[252]
- 3月18日 - 樫村弘、日本のジャーナリスト、政治家、元いわき市議会議員・議長（* 1942年）[253]
- 3月18日 - ロプ・ファン・デル・ハイデン（オランダ語版）、オランダの政治家、元レーンス（英語版）・ザントフォールト市長、元アスベスト被害者協会会長（* 1945年）[254]
- 3月18日 - 磯崎久喜雄、日本の政治家、元茨城県議会議員・議長【自由民主党所属】（* 1945年）[255]
- 3月18日 - パウル・クレモナ（英語版、マルタ語版）、マルタのカトリック教会の聖職者、元マルタ大司教区大司教（* 1946年）[256]
- 3月18日 - ナディア・カッシーニ（英語版、イタリア語版）、アメリカ合衆国、イタリアの女優（* 1949年）[257]
- 3月18日 - 佐藤剛、日本のジャーナリスト、実業家、元北海道新聞社取締役広告局長、元道新スポーツ・北海道新聞HotMedia社長（* 1954年?）[258]
- 3月18日 - 川浪葉子、日本の声優（* 1957年）[259]
- 3月18日 - 田中雅美、日本の作家（* 1958年）[260]
- 3月18日 - 齋藤一朗、日本の商学者、小樽商科大学教授・副学長（* 1962年?）[261]
- 3月18日（訃報発表日） - フョードル・マルイヒン（英語版、ロシア語版）、ロシアの元プロアイスホッケー選手（* 1990年）[262]
- 3月18日 - 萩原秋夫、日本の政治家、元長野県豊野町長（* 生年不明）[263]
- 3月19日 - 趙燕侠（中国語版）、中華人民共和国の京劇女優、政治家、元全国人民代表大会代表、元北京京劇院（中国語版）芸術委員会主任、元北京京劇団（中国語版）副団長（* 1928年）[264]
- 3月19日 - ジャック・リリー（wikidata）、アメリカ合衆国の俳優、スタントマン（* 1933年）[265]
- 3月19日 - クラウディオ・レンボ（英語版、ポルトガル語版）、ブラジルの法学者、政治家、元サンパウロ州知事・副知事、元マッケンジー大学（英語版）教授（* 1934年）[266]
- 3月19日 - 呉漢九（朝鮮語版）、大韓民国の政治家、元国会議員（* 1934年）[267]
- 3月19日 - ペドロ・クアトレカサス（英語版、スペイン語版）、スペイン出身のアメリカ合衆国の生化学者（* 1936年）[268]
- 3月19日 - エディ・アドコック、アメリカ合衆国のバンジョー奏者、ギタリスト、元「カントリー・ジェントルマン（英語版）」のメンバー（* 1938年）[269]
- 3月19日 - 佐藤栄佐久、日本の政治家、元福島県知事、元参議院議員【自由民主党所属】（* 1939年）[270]
- 3月19日（訃報発表日） - ヘージー・エフメディー（英語版、ペルシア語版、クルド語版）、イランの革命家、政治家、亡命者、クルディスタン自由生活党（英語版）指導者（* 1941年）[271]
- 3月19日 - トミー・レイノルズ（英語版）、アメリカ合衆国の元プロ野球選手（* 1941年）[272]
- 3月19日 - 向井榮一、日本の政治家、元青森県東北町長（* 1944年?）[273]
- 3月19日（遺体発見日） - カリストラット・クツォフ（英語版、ルーマニア語版）、ルーマニアの元ボクサー、1968年オリンピック銅メダリスト（* 1948年）[274]
- 3月19日 - 盧国沾（中国語版）、香港の作詞家（* 1949年）[275]
- 3月19日 - アンナ・トゥルバウ（英語版、スペイン語版、カタルーニャ語版）、スペインの写真家、フォトジャーナリスト（* 1949年）[276]
- 3月19日 - エレン・リンギエ（英語版、ドイツ語版）、スイスのジュリスト、慈善家、編集者、出版人（* 1951年）[277]
- 3月19日 - 金城啓一郎、日本の琉球舞踊家、玉城流康舞会家元（* 1968年?）[278]
- 3月19日 - アンドリヤ・デリバシッチ、ユーゴスラビア、モンテネグロの元プロサッカー選手、指導者、元モンテネグロ代表（* 1981年）[279]
- 3月19日 - 郭嘉璇（中国語版）、中華人民共和国のサッカー選手（* 2006年）[280]
- 3月20日 - 周良（中国語版）、中華人民共和国の芸能理論家、評弾（中国語版）研究者、元蘇州市文化局長、元蘇州市文学芸術界連合会主席、元江蘇省曲芸家協会主席（* 1926年）[281]
- 3月20日 - ヴィトリト・フォーキン（英語版、ウクライナ語版）、ソビエト連邦、ウクライナの政治家、元ウクライナ首相、元ウクライナ・ソビエト社会主義共和国閣僚会議議長（* 1932年）[282]
- 3月20日 - 李崇望（中国語版）、中華人民共和国の作曲家、元山西省歌舞劇院院長、元天津歌舞劇院副院長（* 1935年）[283]
- 3月20日 - フランソワ・ラバンド（英語版、フランス語版）、フランスの生態学者、登山家、作家（* 1941年）[284]
- 3月20日 - フランシス・マッテイ（英語版、フランス語版）、スイスの政治家、元国民議会議員、元連邦移民委員会議長、元ラ・ショー＝ド＝フォン市長、元ヌーシャテル州議会・ラショー＝ド＝フォン市議会議員（* 1942年）[285]
- 3月20日 - 古田佑紀、日本の検察官、裁判官、元最高裁判所判事、元最高検察庁刑事部長・次長検事、元同志社大学教授（* 1942年）[286]
- 3月20日 - エディ・ジョーダン、アイルランドの実業家、テレビ司会者、コメンテーター、元レーシングドライバー、元ジョーダン・グランプリオーナー（* 1948年）[287][288]
- 3月20日 - 岩村定子、日本の人権活動家、カネミ油症被害者五島市の会副会長（* 1949年?）[289]
- 3月20日 - 三代目藤蔭静樹、日本の日本舞踊家（* 1950年?）[290]
- 3月20日 - オスマン・スナヴ（英語版、トルコ語版）、トルコの映画監督、映画プロデューサー、脚本家、テレビディレクター（* 1956年）[291]
- 3月20日 - 三浦孝司、日本の実業家、ホテルテトラ会長（* 1958年?）[292]
- 3月20日 - 松山厚志、日本の実業家、西山製作所取締役相談役・元社長（* 1959年）[293]
- 3月20日 - 郭鶴立（中国語版）、中華人民共和国の警察官、政治家、元甘粛省応急管理庁庁長、元甘粛省安全生産監督管理局局長、元臨夏回族自治州副州長・組織部長・公安局長、元中国共産党和政県委員会書記・臨夏回族自治州委員会書記，元甘粛省物産集団総経理（* 1962年）[294]
- 3月21日（訃報発表日） - シュムエル・アグモン（英語版、ヘブライ語版）、イスラエルの数学者、ヘブライ大学教授（* 1922年）[295]
- 3月21日 - フィリッポ・マリア・パンドルフィ（英語版、イタリア語版）、イタリアの政治家、元農業相・産業貿易相・財務相、元代議院議員、元欧州委員会副委員長・研究技術開発担当委員（* 1927年）[296]
- 3月21日 - 郭泳達（朝鮮語版）、大韓民国の政治家、元国会議員（* 1934年）[297]
- 3月21日 - ヴァーノン・ハットン（英語版）、アメリカ合衆国の元プロバスケットボール選手（* 1936年）[298]
- 3月21日 - ジャンカルロ・ゲリーニ（英語版、イタリア語版）、イタリアの元水球選手、作家、元同国代表（英語版）、元イタリアフェンシング連盟（英語版）事務局長、1960年オリンピック金メダリスト（* 1939年）[299][300]
- 3月21日 - フィリズ・アクン（英語版、トルコ語版）、トルコの女優（* 1943年）[301]
- 3月21日 - ラリー・タンブリン（英語版）、アメリカ合衆国のボーカリスト、キーボーディスト、「スタンデルズ」のメンバー（* 1943年）[302]
- 3月21日 - テリー・レイリー（英語版）、オーストラリアの元アーチェリー選手（* 1947年）[303]
- 3月21日 - ジョージ・フォアマン、アメリカ合衆国の実業家、牧師、元プロボクサー、元世界ボクシング協会・世界ボクシング評議会・国際ボクシング連盟世界ヘビー級統一王者、1968年オリンピック金メダリスト（* 1949年）[304]
- 3月21日 - 猪子誠兒、日本の実業家、エンジェリーいのこ会長（* 1951年?）[305]
- 3月21日 - 大澤一文、日本の政治家、新得町議会議員（* 1955年?）[306]
- 3月21日 - ケネス・シムズ、アメリカ合衆国の元プロアメリカンフットボール選手（* 1959年）[307]
- 3月21日（訃報発表日） - ノーナ・フォースティン（英語版）、アメリカ合衆国の写真家（* 1977年）[308]
- 3月22日 - ロルフ・シンプフ（英語版、ドイツ語版）、ドイツの俳優（* 1924年）[309]
- 3月22日 - 大橋圭介、日本の実業家、元学習研究社取締役（* 1931年?）[310]
- 3月22日 - 名越修、日本の地方公務員、政治家、元鹿児島県南種子町長（* 1936年）[311]
- 3月22日 - グザヴィエ・ル・ピション、フランスの地球物理学者、コレージュ・ド・フランス名誉教授（* 1937年）[312]
- 3月22日 - 大岩勉、日本のスペイン語学者、南山大学名誉教授（* 1938年）[313]
- 3月22日 - ラリーサ・ゴルプキナ（英語版、ロシア語版）、ソビエト連邦、ロシアの女優（* 1940年）[314]
- 3月22日 - 吉岡八郎、日本の元騎手、調教師【日本中央競馬会所属】（* 1940年）[315]
- 3月22日 - 島影均、日本の実業家、元北海道新聞社常務取締役（* 1946年?）[316]
- 3月22日 - 江代充、日本の詩人（* 1952年）[317]
- 3月22日 - ジャメール・メナード（英語版、アラビア語版、フランス語版）、アルジェリアの元プロサッカー選手、指導者、元同国代表（* 1960年）[318]
- 3月22日 - ラス＝イ・アルジャー・ブランブル（英語版）（リヴィングストン・ブランブル）、セントクリストファーネビス、アメリカ領ヴァージン諸島の元プロボクサー（* 1960年）[319]
- 3月22日 - 傳法厚史、日本の政治家、大間町議会議員（* 1974年?）[320]
- 3月23日 - 朝倉龍夫、日本の実業家、元日本合成ゴム社長（* 1928年）[321]
- 3月23日 - マックス・フランケル（英語版、ドイツ語版）、ドイツ出身のアメリカ合衆国のジャーナリスト、編集者、元ニューヨーク・タイムズ編集長（* 1930年）[322]
- 3月23日 - ピエール・マリエタン、スイスの作曲家（* 1935年）[323]
- 3月23日 - 寺沢徹、日本の元マラソンランナー、長距離走選手、指導者（* 1935年）[324]
- 3月23日 - マルセル・グレゼナー（英語版、ルクセンブルク語版）、ルクセンブルクの労働組合幹部、政治家、元代議院議員、元ルクセンブルク・キリスト教労働組合連合（英語版）委員長（* 1937年）[325]
- 3月23日 - 土手重治、日本の実業家、元JFEエンジニアリング社長（* 1938年）[326]
- 3月23日 - ジャンフランコ・バラ（英語版、イタリア語版）、イタリアの俳優（* 1940年）[327]
- 3月23日 - 稲村建男、日本の政治家、石川県議会議員・元議長（* 1943年）[328]
- 3月23日 - 久世浩、日本の殺陣師、久世七曜会創設者（* 1945年）[329]
- 3月23日（遺体発見日） - 一風亭初月（森本範子）、日本の浪曲曲師、浪曲親友協会理事（* 1967年）[330]
- 3月23日 - 中澤日菜子、日本の作家、劇作家（* 1969年）[331]
- 3月23日 - ミア・ラヴ（英語版）、アメリカ合衆国の政治家、元下院議員、元サラトガ・スプリングズ（英語版）市長（* 1975年）[332]
- 3月24日 - フリッツ・シュトレーレッツ、東ドイツ、ドイツの兵営人民警察官、軍人、政治家、国家人民軍大将、元東ドイツ副国防相（* 1926年）[333]
- 3月24日 - シリル・ラムキソル（英語版、オランダ語版）、スリナムの外交官、政治家、元地方行政分権化相・公共事業電気通信建設相、元駐オランダ大使（* 1933年）[334]
- 3月24日 - 飽浦敏、日本の詩人（* 1933年?）[335]
- 3月24日 - 西原英晃、日本の原子力工学者、京都大学名誉教授（* 1934年）[336]
- 3月24日 - 福井秀明、日本の実業家、元日本精鉱社長（* 1947年）[337]
- 3月24日 - 森まさあき、日本のクレイ・アニメーター、アニメーション作家、東京造形大学名誉教授、モリクラフトアニメーション創業者、日本アニメーション協会副会長（* 1955年）[338]
- 3月24日 - 郭瑶琪（中国語版）、中華民国（台湾）の政治家、元交通部長、元行政院公共工程委員会主任委員（* 1956年）[339]
- 3月24日 - 檜垣伸人、日本の教育者、元今治西高等学校校長、元愛媛県高校野球連盟副会長（* 1959年?）[340]
- 3月25日 - エディト・バランタイン（英語版、フランス語版、チェコ語版）、チェコスロバキア出身のカナダの平和運動家、元婦人国際平和自由連盟事務局長・国際会長（* 1922年）[341]
- 3月25日 - 福原克巳、日本の実業家、元神戸新聞社常務取締役（* 1927年?）[342]
- 3月25日 - フランソワ・トリュシー（英語版、フランス語版）、フランスの郷土史家、作家、政治家、元元老院議員、元トゥーロン市長（* 1931年）[343]
- 3月25日 - 篠田正浩、日本の映画監督、作家、元長距離走選手（* 1931年）[344]
- 3月25日 - 榊原宣、日本の医師、榊原病院名誉顧問（* 1931年）[345]
- 3月25日（訃報発表日） - サム・キーン（英語版）、アメリカ合衆国の哲学者、作家（* 1931年）[346]
- 3月25日 - J・ベネット・ジョンストン（英語版）、アメリカ合衆国の政治家、元上院議員、元ルイジアナ州議会下院（英語版）・上院（英語版）議員（* 1932年）[347]
- 3月25日 - 菊地弘明、日本の建築家、北海道科学大学名誉教授（* 1932年?）[348]
- 3月25日 - 髙倉英雄、日本の地方公務員、政治家、元新潟県三和村長（* 1933年?）[349]
- 3月25日 - 金爀珪（朝鮮語版）、大韓民国の公務員、政治家、元国会議員、元慶尚南道知事（* 1939年）[350]
- 3月25日（遺体発見日） - 森悠子、日本のヴァイオリニスト（* 1944年）[351]
- 3月25日 - 熊田喜八、日本の政治家、天栄村議会議員（* 1948年?）[352]
- 3月25日 - 木原敏雄、日本のギタリスト、「NOBODY」のメンバー（* 1949年）[353]
- 3月25日 - ロバート・マクチェスニー（英語版）、アメリカ合衆国のメディア学者、ジャーナリズム研究者、言論の自由活動家、作家、ウィスコンシン大学マディソン校教授、元イリノイ大学アーバナ・シャンペーン校教授（* 1952年）[354]
- 3月25日 - アリス・タン・リドリー（英語版）、アメリカ合衆国のゴスペル・R&B歌手（* 1952年）[355]
- 3月25日 - アンドリュー・コーエン（英語版）、アメリカ合衆国のグル（* 1955年）[356]
- 3月25日 - ロッド・オオシタ（英語版）、アメリカ合衆国の元ハンドボール選手、元同国代表（英語版）（* 1959年）[357]
- 3月25日 - 韓宗熙（朝鮮語版）、大韓民国のテレビ受像機開発者、実業家、サムスン電子代表取締役副会長（* 1962年）[358]
- 3月25日 - フアン・アギレラ（英語版、スペイン語版、カタルーニャ語版）、スペインの元プロテニス選手（* 1962年）[359]
- 3月26日 - セッティミョ・トディスコ（英語版、イタリア語版）、イタリアのカトリック教会の聖職者、元ブリンディジ大司教区・ブリンディジ＝オストゥーニ大司教区大司教、元ビガストロ（英語版）教区司教（* 1924年）[360]
- 3月26日 - ステフ・ヴェルトハイメル（英語版、ヘブライ語版、ドイツ語版）、ドイツ出身のイスラエルの実業家、慈善家、軍人【パルマッハ・ハガナー所属】、政治家、ISCARメタルワーキング（英語版）創業者、元クネセト議員（* 1926年）[361]
- 3月26日 - クリスタ・デーレマン＝ラインホルト（英語版、オランダ語版）、オランダのクモ学者（* 1930年）[362]
- 3月26日 - リコ・ビアンキ（英語版、イタリア語版、ドイツ語版）、スイスの元ローイング競技選手、1952年オリンピック銀メダリスト（* 1930年）[363]
- 3月26日（訃報発表日） - 吉田新一、日本の児童文学研究者、翻訳家、教育者、立教大学名誉教授、元日本女子大学教授、日本イギリス児童文学会会長、絵本学会会長、軽井沢絵本の森美術館名誉顧問（* 1931年）[364]
- 3月26日 - 木村秋湖、日本の俳人、元青森県俳句懇話会会長（* 1932年?）[365]
- 3月26日 - 坂本陽子、日本の市民活動家、元チャイルズエンジェル代表（* 1933年?）[366]
- 3月26日 - 田名部匡省、日本の元アイスホッケー選手、指導者、政治家、第17代農林水産大臣、元衆議院議員・参議院議員【自由民主党・新生党・新進党・無所属の会・民主党所属】、元青森県議会議員、元同国代表・同監督（* 1934年）[367]
- 3月26日 - 森本孝、日本の銀行家、熊本第一信用金庫会長、元全国信用金庫協会副会長（* 1934年）[368]
- 3月26日（訃報発表日） - 松下弘子、日本の写真家（* 1936年）[369]
- 3月26日 - 坂本新太郎、日本の航空自衛官、空将補、元調達実施本部東京支部府中調達管理事務所長（* 1938年）[370]
- 3月26日 - 裵相台（朝鮮語版）、大韓民国の作曲家（* 1939年）[371]
- 3月26日 - デイヴィッド・M・チャイルズ（英語版）、アメリカ合衆国の建築家【スキッドモア・オーウィングズ・アンド・メリル所属】（* 1941年）[372]
- 3月26日 - 松枝寛祐、日本の実業家、元大陽日酸社長（* 1941年?）[373]
- 3月26日 - 鄭守増（中国語版）、中華人民共和国の軍人、政治家、中国人民解放軍中将、元蘭州軍区副司令官、元第21集団軍軍長・副軍長、元全国人民代表大会代表（* 1944年）[374]
- 3月26日 - 中西正司、日本の自立生活運動家、ヒューマンケア協会代表、自立生活センター設立者、元DPI日本会議議長、元全国自立生活センター協議会代表（* 1944年）[375]
- 3月26日（訃報発表日） - クラレンス・ウィリス、アメリカ合衆国のギタリスト、「オハイオ・プレイヤーズ」の元メンバー（* 1950年?）[376]
- 3月26日 - ケリー・グリーンウッド（英語版）、オーストラリアの小説家、弁護士、劇作家（* 1954年）[377]
- 3月26日 - 正林真之、日本の弁理士、元正林国際特許商標事務所所長、元日本弁理士会副会長（* 1965年?）[378]
- 3月27日（訃報発表日） - ロバート・フチガミ、アメリカ合衆国の日系人強制収容生存者【アマチ収容所収容】（* 1930年）[379][380]
- 3月27日 - 谷峰（英語版、中国語版）、香港の俳優（* 1930年）[381]
- 3月27日 - 桶谷秀昭、日本の文芸評論家（* 1932年）[382]
- 3月27日 - 竹村泰子、日本の政治家、元衆議院議員・参議院議員【日本社会党・社会民主党・旧民主党・民主党所属】（* 1933年）[383]
- 3月27日 - 針生雄吉、日本の政治家、元参議院議員【公明党所属】（* 1937年）[384]
- 3月27日 - トルナイ・オットー（セルビア語版、ハンガリー語版）、ユーゴスラビア、セルビアの作家、詩人、翻訳家、編集者、美術評論家（* 1940年）[385]
- 3月27日（訃報発表日） - ピーター・レヴァー（英語版）、イギリスの元クリケット選手、元イングランド代表（* 1940年）[386]
- 3月27日 - 岩下俊士、日本の実業家、元日清紡績社長（* 1943年）[387]
- 3月27日 - キャンディ・H・ミルキィ、日本の女装愛好家、キャンディ・キャンディ博物館館長、ひまわり創刊者（* 1952年）[388]
- 3月27日 - 平中貫一、日本の法学者、契約法研究者、山口大学名誉教授（* 1953年?）[389]
- 3月27日 - 川村和彦、日本の元農林水産官僚、日本果汁協会専務理事（* 1953年?）[390]
- 3月27日 - 半野秀一、日本の実業家、元ラジオ福島社長（* 1954年?）[391]
- 3月27日 - 上田秀人、日本の歯科医、時代小説家（* 1959年）[392]
- 3月27日 - ベルキン・ウスタ（英語版、トルコ語版）、トルコのアルペンスキー選手（* 2000年）[393]
- 3月28日 - 王申（中国語版）、中華人民共和国の軍人、政治家、中国人民解放軍中将、元広州軍区副司令官、元全国人民代表大会代表（* 1931年）[394]
- 3月28日 - 角田成功、日本の政治家、元島根県島根町長（* 1932年?）[395]
- 3月28日 - 芦屋小雁、日本の喜劇俳優（* 1933年）[396]
- 3月28日 - 伊藤公平、日本の郷土史家（* 1937年?）[397]
- 3月28日 - エロイーザ・テイシェイラ（英語版、ポルトガル語版）、ブラジルの作家、文芸評論家、文学者、フェミニズム思想家、ブラジル文学アカデミー会員（* 1939年）[398]
- 3月28日 - 根路銘国昭、日本のウイルス学者、根路銘生物資源研究所名誉所長、元国立予防衛生研究所呼吸器系ウイルス研究室長、元世界保健機関インフルエンザ・呼吸器系ウイルス協力センター長（* 1939年）[399][400]
- 3月28日 - 小野久男、日本の銀行家、元大光銀行専務取締役（* 1940年?）[401]
- 3月28日 - アルフレード・モスタルダ（英語版、ポルトガル語版）、ブラジルの元サッカー選手、元同国代表（* 1946年）[402]
- 3月28日 - 三代目三遊亭小圓右、日本の落語家【落語芸術協会所属】（* 1950年）[403]
- 3月28日 - 妻木律子、日本のダンサー（* 1956年?）[404]
- 3月28日 - ヘンナジー・ホルベンコ（英語版、ウクライナ語版）、ウクライナの元ハードル競走選手（* 1975年）[405]
- 3月28日 - ヤング・スクーター（英語版）（ケネス・ベイリー）、アメリカ合衆国のラッパー（* 1986年）[406]
- 3月29日 - エルヴィン・ランツ（英語版、ドイツ語版）、オーストリアの政治家、元外相・内務相・交通相、元国民議会議員、元ウィーン州議会・ウィーン市議会議員、元国際ハンドボール連盟会長（* 1930年）[407]
- 3月29日 - 田仲一成、日本の中国学者、中国演劇史研究者、東京大学名誉教授、元東洋文庫常務理事・図書部長（* 1932年）[408]
- 3月29日 - アンヘル・デル・ポゾ、スペインの俳優（* 1934年）[409]
- 3月29日 - リチャード・チェンバレン、アメリカ合衆国の俳優（* 1934年）[410]
- 3月29日 - 麦恵文（中国語版）、香港の音楽家、粤劇（中国語版）楽師、元香港八和会館（中国語版）副会長・副主席・音楽部理事長、元八和粤劇学院（中国語版）創設董事・校務主任（* 1935年）[411]
- 3月29日 - ナンシー・ビー・ヘフリー（英語版）、アメリカ合衆国のスタジアム・オルガニスト（* 1936年）[412]
- 3月29日 - ル・ニャット・ヴー（ベトナム語版）、ベトナムの音楽家、ソングライター（* 1936年）[413]
- 3月29日 - ステファン・フラ（英語版、ポーランド語版）、ポーランドの元ノルディック複合選手（* 1947年）[414]
- 3月29日 - ケン・ブルーウン、アイルランドの推理作家（* 1951年）[415]
- 3月29日 - 榊原洋一、日本の小児科医、Child Research Net所長（* 1951年）[416]
- 3月29日 - 折目光司、日本の実業家、元PALTAC社長（* 1956年）[417]
- 3月29日 - 中嶋一徳、日本のベーシスト、「THE FOOLS」のメンバー（* 1957年）[418]
- 3月29日 - 福島幸則、日本の農業協同組合幹部、JAえひめ中央代表理事・理事長（* 1958年?）[419]
- 3月29日 - 程書林（中国語版）、中華人民共和国のインフルエンサー、歌手（* 1974年）[420]
- 3月29日 - 橋口絵里奈、日本の政治家、福岡市議会議員（* 1980年）[421]
- 3月29日 - 苅谷泰弘、日本の発酵学者、福井大学名誉教授（* 生年不明）[422][423]
- 3月30日 - 佐藤保、日本の中国文学者、お茶の水女子大学名誉教授・元学長（* 1934年）[424]
- 3月30日 - 茶薗明、日本のNPO法人幹部、日本食品安全検証機構理事長（* 1935年?）[425]
- 3月30日 - 深田義勝、日本の政治家、元北海道議会議員（* 1936年?）[426]
- 3月30日 - バルバラ・フリシュムート（英語版、ドイツ語版）、オーストリアの作家（* 1941年）[427]
- 3月30日 - エンリケ・バティス、メキシコの指揮者（* 1942年）[428]
- 3月30日（訃報発表日） - ブイドショー・アーゴタ（英語版、ハンガリー語版）、ハンガリーの元ハンドボール選手、元同国女子代表、1976年オリンピック銅メダリスト（* 1943年）[429]
- 3月30日 - 逢見輝続、日本の政治家、元古平町議会議員・議長（* 1945年?）[430]
- 3月30日 - 胡徳華（中国語版）、中華人民共和国の実業家、元炎黄春秋雑誌社副社長、元中国科学院ソフトウェア工程研製センター副主任（* 1948年）[431]
- 3月30日（訃報発表日） - リチャード・ノートン（英語版）、オーストラリアの武道家、俳優、スタントマン、アクション監督（* 1950年）[432]
- 3月31日 - 今西正行、日本の政治家、元兵庫県議会議員（* 1938年?）[433]
- 3月31日 - イヴ・ボワセ（英語版、フランス語版）、フランスの映画監督（* 1939年）[434]
- 3月31日 - ジョン・ネルソン、アメリカ合衆国の指揮者（* 1941年）[435]
- 3月31日 - 松島一夫、日本の地方公務員、元兵庫県豊岡市収入役（* 1943年?）[436]
- 3月31日 - リチャード・バーンスタイン（英語版）、アメリカ合衆国のジャーナリスト、評論家、作家（* 1944年）[437]
- 3月31日 - 近藤宏樹、日本の政治家、元島根県安来市長（* 1945年）[438]
- 3月31日 - シアン・バーバラ・アレン（英語版）、アメリカ合衆国の女優（* 1946年）[439]
- 3月31日 - 高山優、日本の実業家、元日本精工執行役常務（* 1959年?）[440]
- 3月31日（遺体発見日） - 張済元、大韓民国の政治家、元国会議員（* 1967年）[441]
- 3月31日 - ヴォルカン・コナク（英語版、トルコ語版）、トルコの歌手（* 1967年）[442]
- 3月31日 - 菅瀬晶子、日本の文化人類学者、国立民族学博物館研究員（* 1971年）[443]
- 3月31日 - イーネース・アン＝ナジャール（アラビア語版、フランス語版）、チュニジアの女優（* 1983年）[444]

## 没日不明

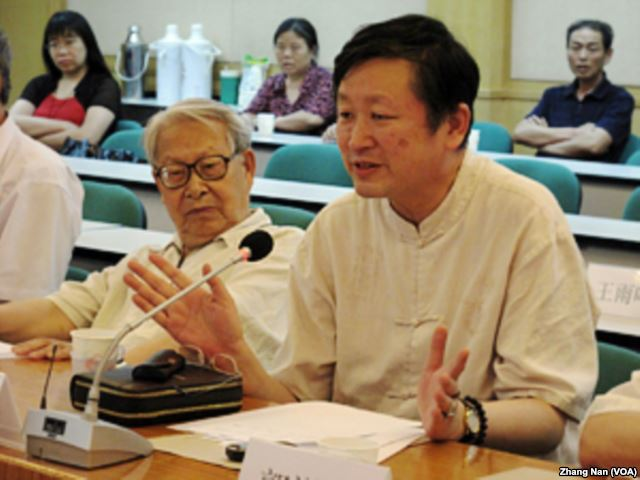
章立凡／3月没

- 3月中 - 大戸洋儀、日本の元野球選手、指導者（* 1942年）[445]
- 3月中 - 章立凡、中華人民共和国の歴史学者、元中国社会科学院近代史研究所研究員（* 1950年）[446]
- 3月中 - 小山富見男、日本の教育者、郷土史家、鳥取地域史研究会会長、元鳥取敬愛高等学校社会部顧問（* 1952年）[447]